# 13. November
Der 13. November ist der 317. Tag des gregorianischen Kalenders (der 318. in Schaltjahren), somit bleiben 48 Tage bis zum Jahresende.

## Ereignisse

### Politik und Weltgeschehen
- 799: Janaab Pakal III. besteigt als letzter bekannter Herrscher (Ajaw) den Thron der Maya-Stadt Palenque.

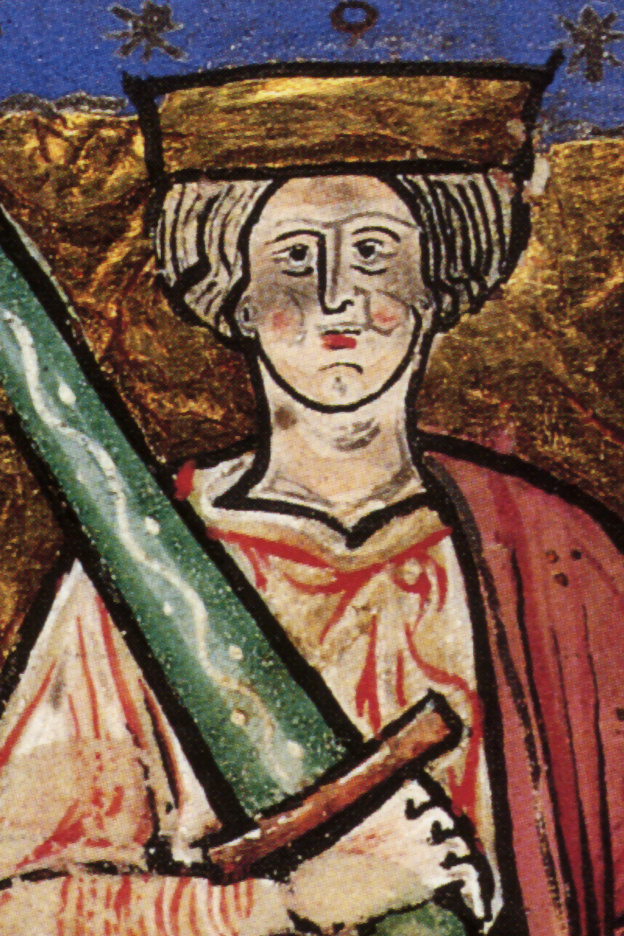
1002: Æthelred von England

- 1002: Der englische König Aethelred II. gibt den Befehl, alle Dänen im Königreich England zu töten, um einen angeblichen Volksaufstand zu verhindern. Das führt zum St.-Brice’s-Day-Massaker.
- 1160: Ludwig VII. von Frankreich heiratet seine dritte Frau Adela von Champagne.
- 1239: Nahe Gaza tappt ein kleines Kreuzfahrerheer unter Amalrich VII. von Montfort und Heinrich II. von Bar in eine Falle des Ayyubidenheeres und verliert die folgende Schlacht.

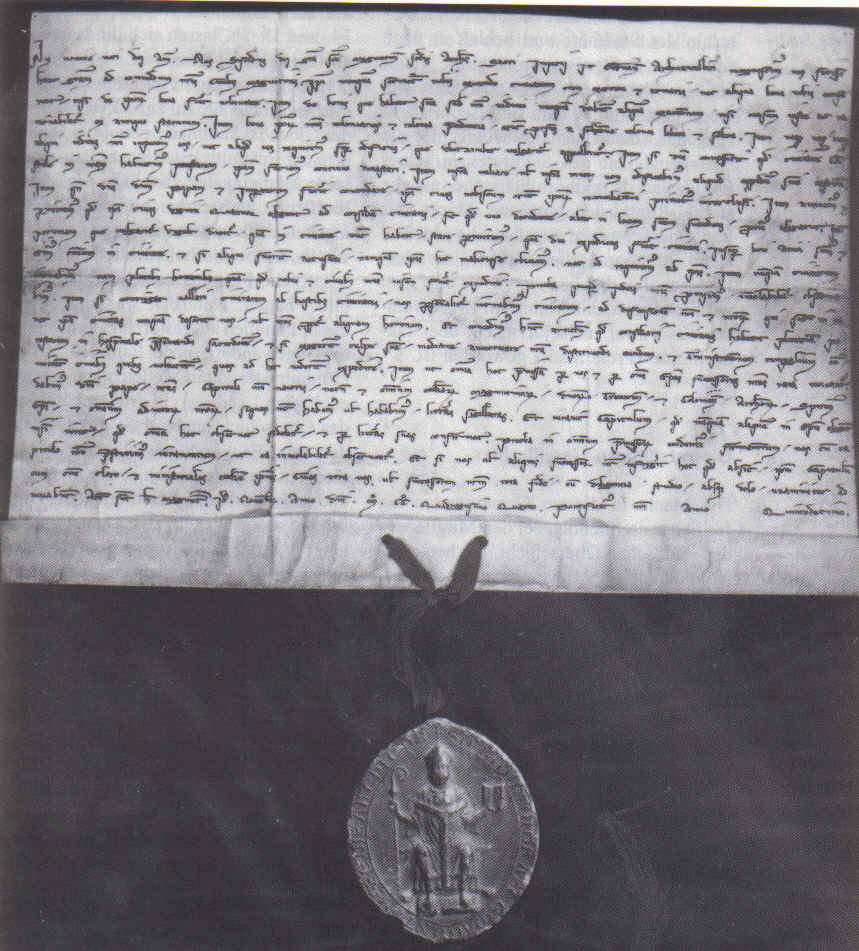
1244: Das Mainzer Freiheitsprivileg

- 1244: Durch ein von Erzbischof Siegfried III. von Eppstein verliehenes Stadtprivileg wird Mainz zur Freien Stadt.
- 1474: In der Schlacht bei Héricourt, der ersten Schlacht der Burgunderkriege, siegen die Eidgenossen über den burgundischen Herzog Karl den Kühnen und sein Heer.
- 1475: Während der Burgunderkriege besiegen die verbündeten Eidgenossen und Oberwalliser das auf der Seite Burgunds kämpfende Herzogtum Savoyen in der Schlacht auf der Planta vernichtend. In der Folge erobern sie fast das gesamte Unterwallis bis Saint Maurice.
- 1493: Christoph Kolumbus entdeckt auf seiner zweiten Reise die Antilleninsel Saba.
- 1715: Während des Aufstandes schottischer Jakobiten kommt es zur unentschiedenen Schlacht von Sheriffmuir gegen britische Regierungstruppen.
- 1775: Einer Expedition amerikanischer Truppen unter General Richard Montgomery gelingt zu Beginn des Amerikanischen Unabhängigkeitskrieges die Einnahme von Montreal.
- 1805: Napoléons Truppen ziehen im Dritten Koalitionskrieg kampflos in Wien ein, wo sie von der Bevölkerung neugierig empfangen werden.
- 1851: Die Familie Denny, die so genannte Denny Party, landet am Alki Point; dies wird als Geburtsstunde von Seattle angesehen.
- 1885: Der serbische König Milan Obrenović erklärt Bulgarien wegen dessen Vereinigung mit Ostrumelien den Krieg. Er kann sich auf die Duldung des Waffengangs durch Österreich-Ungarn verlassen.
- 1887: Über 20.000 Arbeiter folgen in Chicago dem Trauerzug für die vier zwei Tage zuvor hingerichteten Teilnehmer eines Streiks, die ein Gericht für den Haymarket Riot verantwortlich gemacht hat.
- 1891: In Rom beschließt die 3. Interparlamentarische Union die Einrichtung eines Ständigen Internationalen Friedensbüros mit Sitz in Bern. Es erhält 1910 den Friedensnobelpreis.
- 1911: Nach dem Sturz der Regierung Chagas in Portugal wird Augusto de Vasconcelos neuer Regierungschef des Landes.
- 1911: Beim Carlton-Club-Treffen der britischen Conservative Party wird nach dem Rücktritt von Arthur Balfour der Kompromisskandidat Andrew Bonar Law zum neuen Vorsitzenden der konservativen Parteifraktion im House of Commons gewählt.
- 1918: König Karl IV. von Ungarn entsagt auf Schloss Eckartsau auch der Ausübung von Staatsgeschäften in Ungarn, nachdem er zwei Tage zuvor als Kaiser eine derartige Erklärung für die österreichische Reichshälfte abgegeben hat.
- 1918: Nach Aufhebung des Friedens von Brest-Litowsk startet Russland eine militärische Aktion zur Rückeroberung des Baltikums, die in den Estnischen Freiheitskrieg mündet.
- 1918: Sachsens König Friedrich August III. verzichtet auf Thron und Thronfolge.
- 1918: Konstantinopel wird von französischen und britischen Truppen besetzt.
- 1918: Nach Abdankung Herzogs Ernst II. entsteht auf dem Gebiet des früheren Herzogtums Sachsen-Altenburg der Freistaat Sachsen-Altenburg. Das kurzlebige Gebilde wird 1920 ein Teil des Landes Thüringen.
- 1941: Der britische Flugzeugträger Ark Royal wird im Mittelmeer vom deutschen U 81 torpediert und sinkt am folgenden Tag.
- 1942: Die bis zum 15. November andauernde Seeschlacht von Guadalcanal während des Zweiten Weltkrieges beginnt.
- 1945: Charles de Gaulle wird von der französischen Nationalversammlung zum Ministerpräsidenten der Vierten Französischen Republik gewählt.
- 1945: Die Republik Indonesien erhält mit Sukarno ihren ersten Präsidenten.
- 1945: Mit dem Bayerischen Tag in Bamberg erscheint letztmals im besetzten Deutschland eine US-amerikanische Armeegruppenzeitung.

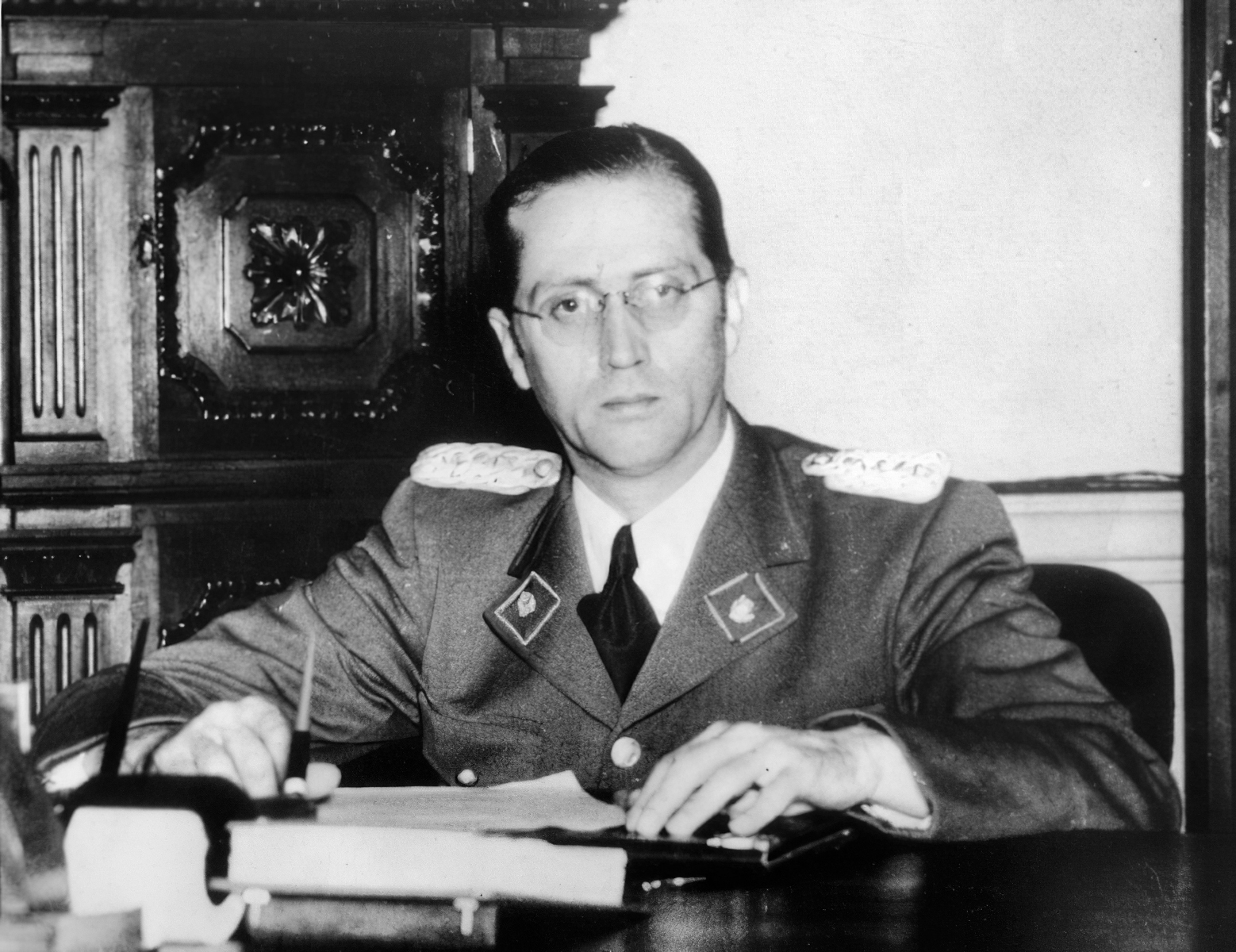
1950: Carlos Delgado Chalbaud

- 1950: Der venezolanische Präsident Carlos Delgado Chalbaud, der zugleich der regierenden Militärjunta angehört, wird entführt und ermordet.
- 1956: Nach Klage der Bürgerrechtsbewegung im Zusammenhang mit dem Busboykott von Montgomery erklärt der Oberste Gerichtshof der USA Gesetze, mit denen eine Rassentrennung in öffentlichen Nahverkehrsmitteln angeordnet wird, für verfassungswidrig.
- 1961: In der DDR wird im Rahmen der Entstalinisierung im Anschluss an den XXII. Parteitag der KPdSU Stalinstadt mit Fürstenberg (Oder) (samt Schönfließ) zu Eisenhüttenstadt zusammengeschlossen.
- 1974: Der Chef der palästinensischen PLO, Jassir Arafat, spricht sich vor den Vereinten Nationen gegen den Zionismus aus.
- 1976: Wolf Biermann übt bei einem Konzertauftritt in Köln offen Kritik an der DDR. Der Auftritt dient drei Tage später als Begründung für seine Ausbürgerung.
- 1989: Hans-Adam II. wird Staatsoberhaupt von Liechtenstein.
- 1989: Die Volkskammer der DDR wählt – erstmals in geheimer Abstimmung – Günther Maleuda zu ihrem Präsidenten und Hans Modrow zum Ministerpräsidenten. Bei Erich Mielkes Rechtfertigungsrede fallen die berühmt gewordenen Worte Ich liebe … ich liebe doch alle … alle Menschen.
- 1994: Die Schweden entscheiden sich in einer Volksabstimmung mit 52 % für den Beitritt zur EU.
- 1998: Der Deutsche Bundestag beschließt den Bundeswehreinsatz zur NATO-Luftüberwachung im Kosovo-Krieg.
- 2001: Krieg in Afghanistan: Die Nordallianz nimmt während der Operation Enduring Freedom kampflos die afghanische Hauptstadt Kabul ein.
- 2004: US-Außenminister Colin Powell, Landwirtschaftsministerin Ann Veneman, Energieminister Spencer Abraham und Bildungsminister Roderick Paige reichen ihre Rücktrittsschreiben ein und machen somit den Weg frei für eine erste Regierungsumbildung nach dem Wahlsieg von George W. Bush.
- 2015: Bei islamistisch motivierten Terroranschlägen in Paris sterben 130 Menschen, 683 werden verletzt. Die Angriffsserie richtet sich gegen ein Fußballspiel im Stade de France, gegen ein Rockkonzert im Bataclan-Theater sowie gegen zahlreiche Bars, Cafés und Restaurants.

### Wirtschaft

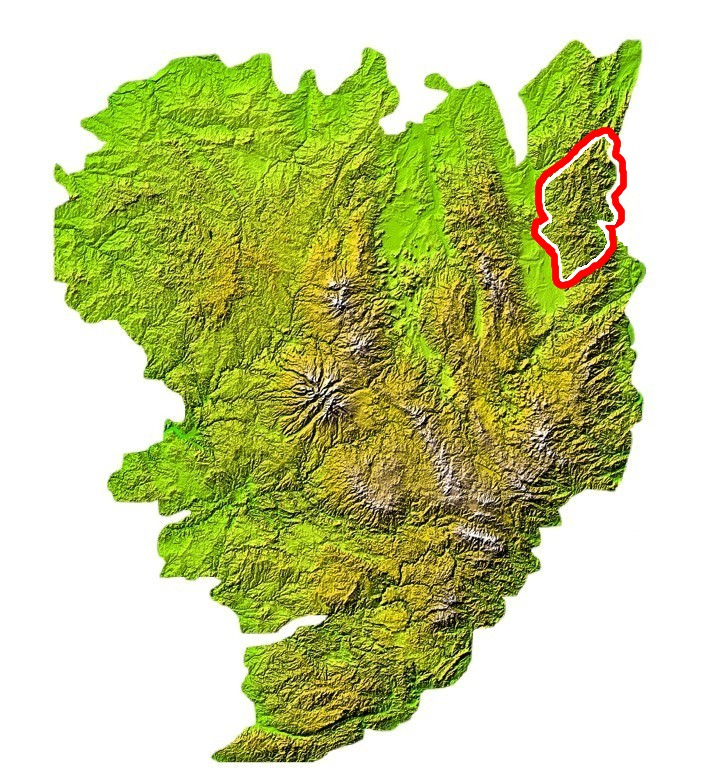
Lage des Beaujolais im Zentralmassiv Frankreichs

- 1951: Die Winzer des Beaujolais erstreiten sich eine Ausnahmegenehmigung vom französischen Weinrecht. Sie dürfen nun ihren Wein schon ab dem dritten Donnerstag im November vermarkten.
- 1979: Nach einem elf Monate und zwölf Tage währenden Streik erscheint die britische Tageszeitung The Times wieder.

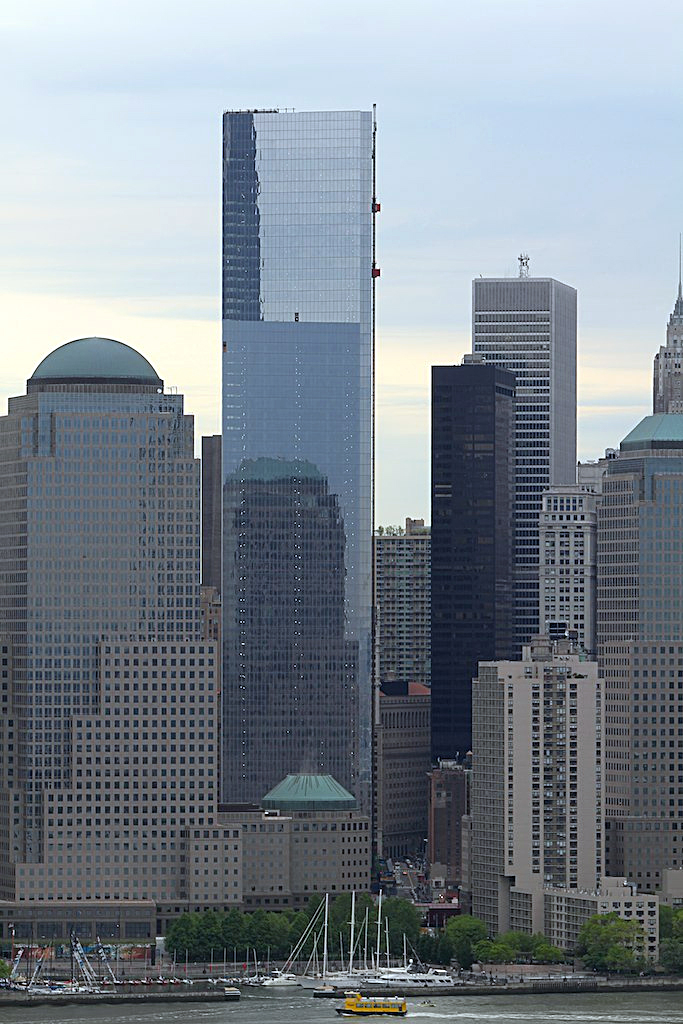
4 WTC 2013

- 2013: Der New Yorker Wolkenkratzer Four World Trade Center wird eröffnet. Das 297 Meter hohe Bürogebäude befindet sich an der südöstlichen Ecke des Ground Zero, des Areals des World-Trade-Center-Komplexes in Lower Manhattan.

### Wissenschaft und Technik
- 1742: Als Collegium Antiquitatum wird die heutige Königlich Dänische Akademie der Wissenschaften gegründet.
- 1886: Heinrich Hertz gelingt in einem Experiment in Karlsruhe die Übertragung elektromagnetischer Wellen von einem Sender zu einem Empfänger.

1907: Paul Cornu mit seinem „fliegenden Fahrrad“

- 1907: Dem Franzosen Paul Cornu glückt mit seinem „fliegenden Fahrrad“ der weltweit erste Flug eines Hubschraubers in einer Höhe von 30 cm über dem Boden und 20 Sekunden Flugdauer.
- 1960: In Karlstein am Main nimmt das erste deutsche Kernkraftwerk, das Versuchsatomkraftwerk Kahl, den Betrieb auf.
- 1982: Der Funkkontakt zum Lander der NASA-Raumsonde Viking 1 bricht, nach einem missglückten Aufspielen einer neuen Software, endgültig ab.
- 1990: Einen Tag nach Tim Berners-Lees und Robert Cailliaus Konzept für ein weltweites Hypertext-Projekt wird die erste Webseite veröffentlicht.

### Kultur
- 1843: An der Grand Opéra Paris erfolgt die Uraufführung der Oper Dom Sébastien von Gaetano Donizetti.
- 1894: Am Hoftheater in Karlsruhe findet die Uraufführung der Oper Ingwelde von Max von Schillings statt.

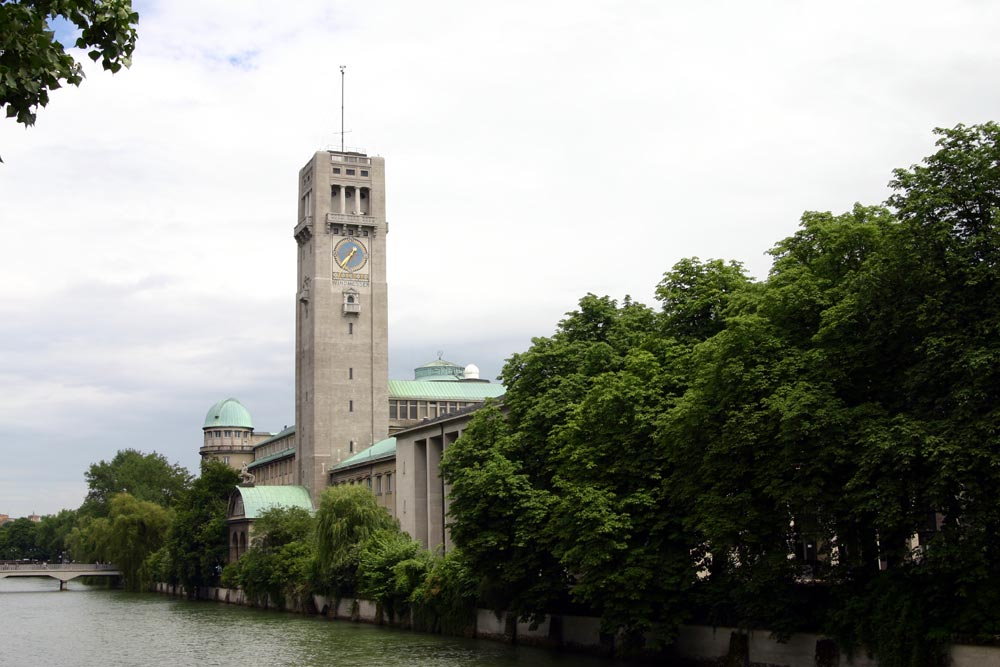
1906: Deutsches Museum

- 1906: Auf der Kohleninsel in München wird der Grundstein für das Deutsche Museum gelegt.
- 1925: Die erste Surrealismus-Ausstellung wird in Paris mit Werken von Pablo Picasso, Man Ray, Hans Arp, Paul Klee, Max Ernst, Giorgio de Chirico, André Masson, Joan Miró und Pierre Roy eröffnet.
- 1928: Der Regisseur Max Reinhardt gründet in Schönbrunn eine Schauspielschule, das Max-Reinhardt-Seminar.
- 1931: Die Oper Friedemann Bach von Paul Graener wird in Schwerin uraufgeführt.
- 1936: In Wien wird unter dem Titel Liebe, Pflicht und Hoffnung Ödön von Horváths Schauspiel Glaube Liebe Hoffnung uraufgeführt.
- 1940: Der gut zweistündige Zeichentrickfilm Fantasia von Walt Disney hat am Broadway in New York City Premiere.
- 1943: In Berlin wird die Operette Königin einer Nacht von Will Meisel mit dem Libretto von Just Scheu und Ernst Nebhut uraufgeführt.
- 1943: Der 25-jährige Leonard Bernstein leitet als Ersatz für den erkrankten Bruno Walter ein Konzert der New Yorker Philharmoniker und beginnt damit seine Weltkarriere.
- 1950: Mit Benny Goodmans Famous Carnegie Hall Concert erscheint die erste Doppel-LP der Welt.
- 1951: Der Igel als Bräutigam, eine Oper für große und kleine Leute in fünf Bildern von Cesar Bresgen, wird in Nürnberg uraufgeführt. Das Libretto stammt von Ludwig Strecker dem Jüngeren nach Motiven des Märchens Hans mein Igel der Brüder Grimm.
- 1953: In Braunschweig wird das Musikalische Lustspiel Ein Engel namens Schmitt von Just Scheu uraufgeführt.
- 1963: Das Theaterstück Einer flog über das Kuckucksnest, das auf Ken Keseys gleichnamigen Roman basiert, wird in New York am Broadway uraufgeführt.
- 1973: Das Musical Gigi von Frederick Loewe und Alan Jay Lerner wird im Uris Theatre in New York City uraufgeführt.
- 1974: Das Deutsche Fernsehen zeigt Loriots Telecabinet.
- 2015: Das Action-Adventure-Videospiel Rise of the Tomb Raider wird in Europa veröffentlicht. Es handelt sich um die elfte Veröffentlichung der Videospielreihe.

### Gesellschaft
- 1973: In München wird Evelyn Jahn, die Tochter des Wienerwald-Gastronomen Friedrich Jahn, entführt. Die Kidnapper verlangen von ihm drei Millionen Mark Lösegeld.
- 1981: Auf Grund einer Wette bei Wetten, dass..? gründet der Schauspieler Karlheinz Böhm die Hilfsorganisation Menschen für Menschen.
- 1990: Der Amoklauf von Aramoana in Neuseeland entwickelt sich aus einem Streit zweier Nachbarn. Der Täter erschießt anschließend 13 Menschen und stirbt selbst am nächsten Morgen nach einem neuerlichen Schusswechsel mit Polizisten an seinen erlittenen Verletzungen.

### Religion

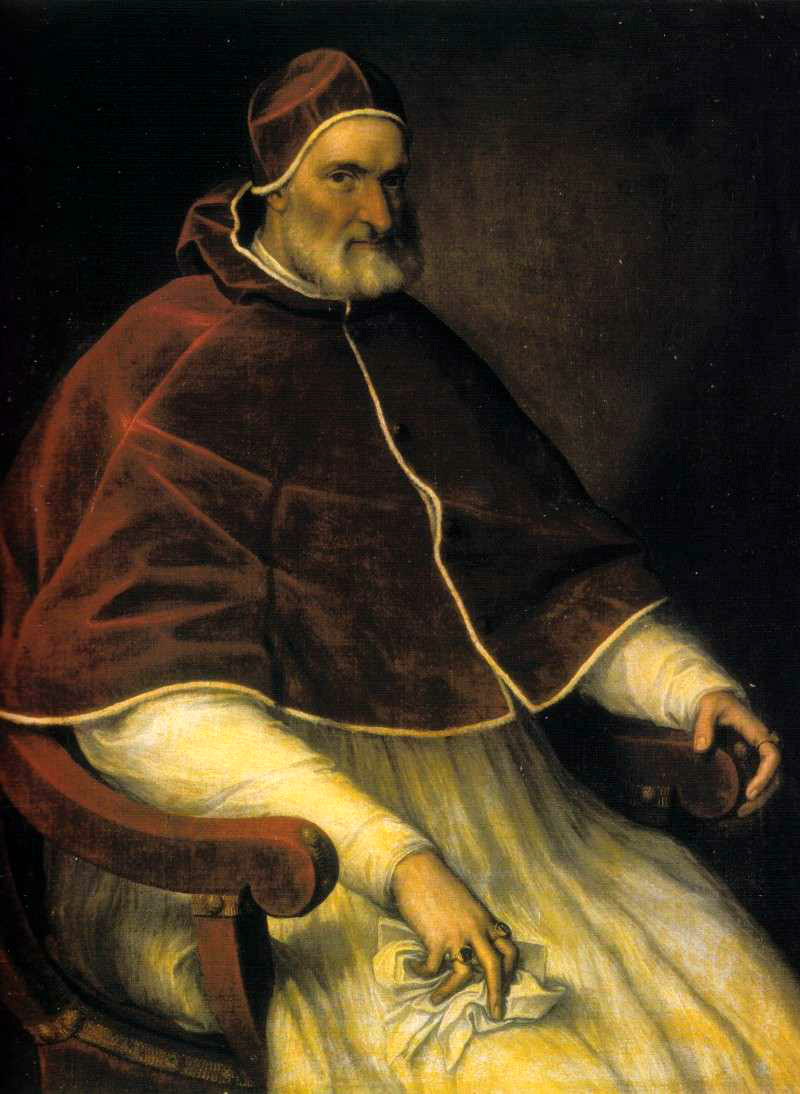
1564: Pius IV.

- 1564: In der auf dem Konzil von Trient erarbeiteten Bulle Iniunctum nobis regelt Papst Pius IV. verpflichtend das Glaubensbekenntnis Professio fidei Tridentinae. Es enthält unter anderem das Nicäno-Konstantinopolitanum.
- 1618: In Dordrecht beginnt eine Synode der reformierten Kirche. Ihre Beschlüsse wirken bis in die Gegenwart hinein.
- 1855: Österreichs Kaiser Franz Joseph I. gibt den Abschluss eines Konkordats mit dem Heiligen Stuhl bekannt, das der Kirche mehr Rechte einräumt.
- 1894: Die Genealogische Gesellschaft von Utah in Salt Lake City wird von Angehörigen der Kirche Jesu Christi der Heiligen der Letzten Tage gegründet.
- 1899: Die christliche Missionsgesellschaft Liebenzeller Mission wird als deutscher Zweig der China-Inland-Mission gegründet.

### Katastrophen

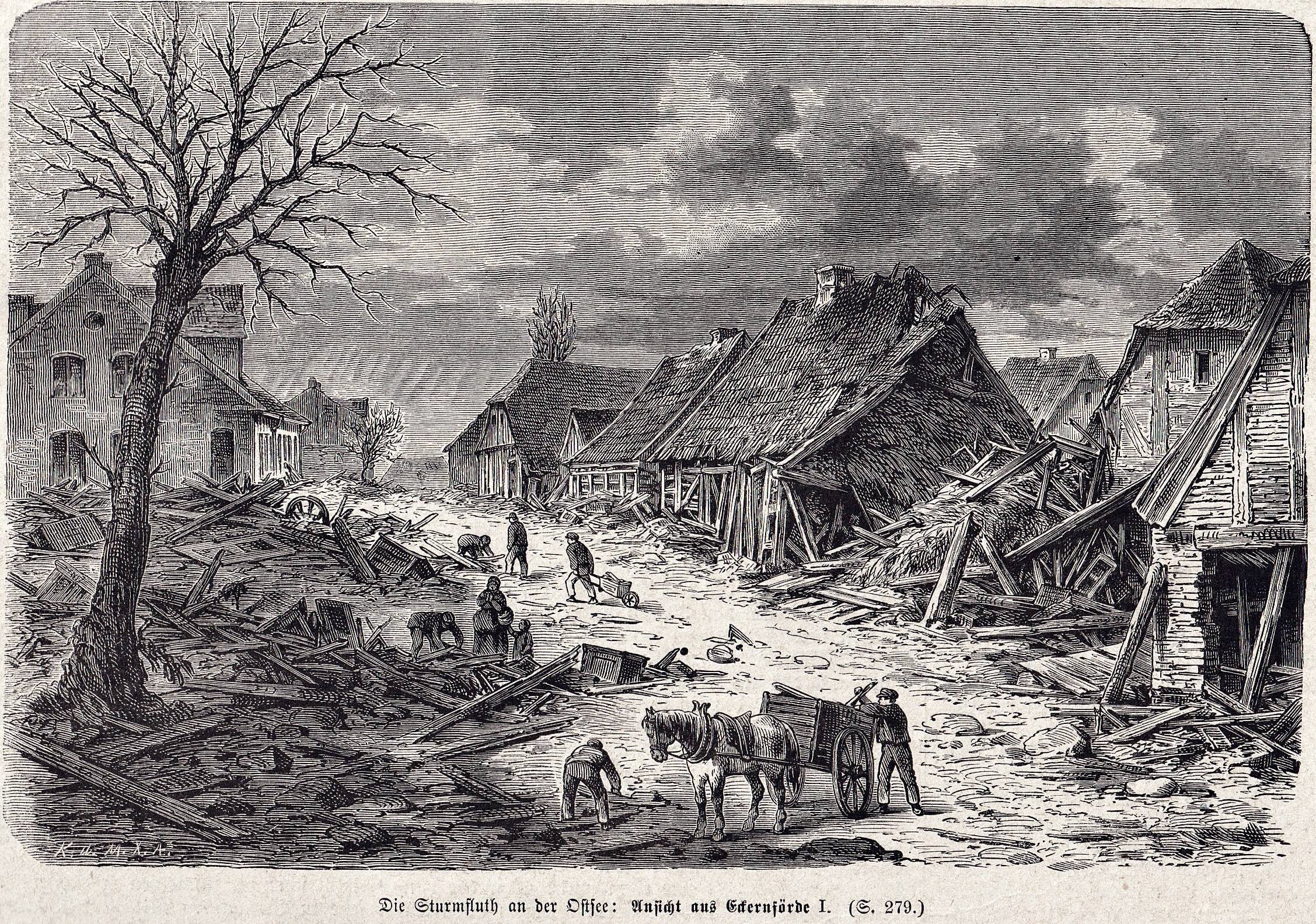
1872: Sturmflut an der Ostsee

- 1872: Die Ostsee wird, soweit bekannt, von ihrer bisher schwersten Sturmflut heimgesucht. Meterhohe Wellen überraschen am Morgen die schlafenden Küstenbewohner. 271 Menschen verlieren ihr Leben, über 15.000 werden obdachlos.
- 1960: In der Stadt Amude im syrischen Teil Kurdistans kommen 152 Kinder beim Brand eines Kinos ums Leben.
- 1965: Der amerikanische Passagierdampfer Yarmouth Castle geht mitten in der Nacht vor Nassau (Bahamas) in Flammen auf und sinkt, 90 Passagiere und Besatzungsmitglieder sterben. Das Unglück führt zu neuen Regelungen zur Sicherheit auf See im Rahmen der International Convention for the Safety of Life at Sea.
- 1970: Ein Zyklon trifft in der Region Bhola, Pakistan, auf Land und tötet – vor allem durch die damit verbundene Flutwelle – über 500.000 Menschen.
- 1972: Der Orkan Quimburga zieht mit Windgeschwindigkeiten von mehr als 200 km/h über Belgien, die Niederlande und in Norddeutschland. Er fordert mindestens 73 Todesopfer und richtet Schäden in Milliardenhöhe an.

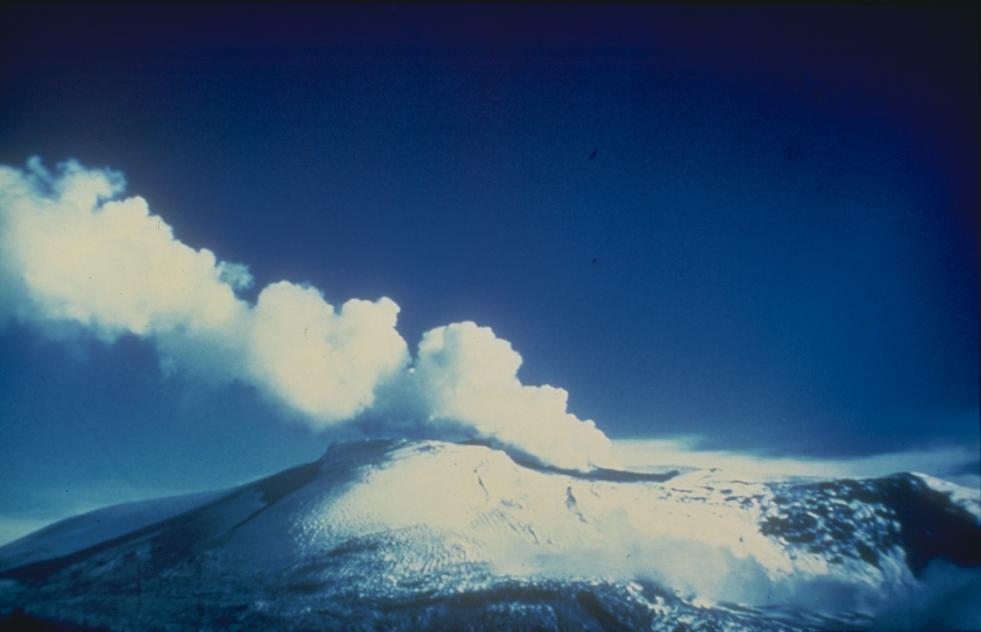
1985: Der Nevado del Ruiz

- 1985: Beim Ausbruch des Vulkans Nevado del Ruiz verwüstet ein Lahar die kolumbianische Stadt Armero und kostet mindestens 20.000 Menschen das Leben.
- 2002: Vor der galicischen Küste havariert der Öltanker Prestige. Aus einem Leck tritt Öl aus. Dies verursacht sechs Tage später eine Ölpest, von der große Teile der spanischen Atlantikküste betroffen sind.
- 2005: Nach dem Chemieunfall von Jilin muss die Stadt Jilin teilweise evakuiert werden. Der Songhua Jiang, ein Fluss der die Region mit Trinkwasser versorgt, wird mit Benzol und Nitrobenzol verseucht.

Kleinere Unglücksfälle sind in den Unterartikeln von Katastrophe und in der Liste von Katastrophen aufgeführt.

### Sport
- 1992: Riddick Bowe gewinnt seinen Boxkampf gegen Evander Holyfield im Thomas & Mack Center, Las Vegas, durch Sieg nach Punkten und damit den Weltmeistertitel im Schwergewicht.
- 1994: Michael Schumacher gewinnt seinen ersten Weltmeistertitel in der Formel-1 in Adelaide (Australien).
- 1999: Lennox Lewis gewinnt seinen Boxkampf gegen Evander Holyfield im Thomas & Mack Center, Las Vegas, durch Sieg nach Punkten und wird damit Boxweltmeister im Schwergewicht.
- 2022: England gewinnt den achten T20 World Cup in Australien, indem es im Finale Pakistan mit 5 Wickets besiegt.

Einträge von Leichtathletik-Weltrekorden befinden sich unter der jeweiligen Disziplin unter Leichtathletik.

## Geboren

### Vor dem 17. Jahrhundert

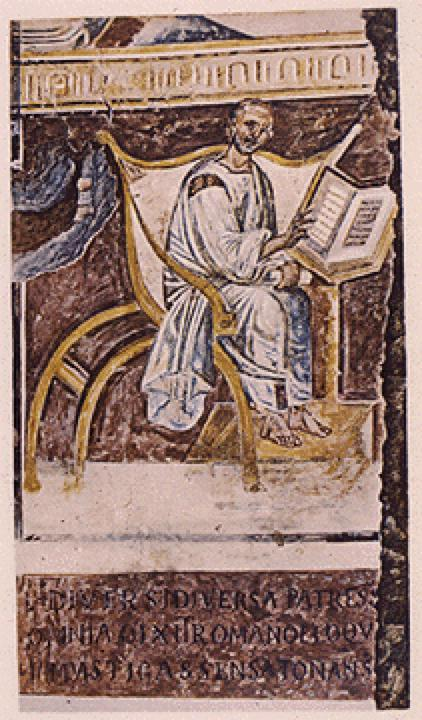
Augustinus (* 354)

- 0354: Augustinus von Hippo, Kirchenlehrer
- 1312: Eduard III., König von England
- 1440: Heinrich XXVII. von Schwarzburg, Bischof von Münster und Erzbischof von Bremen
- 1453: Christoph I., Markgraf von Baden

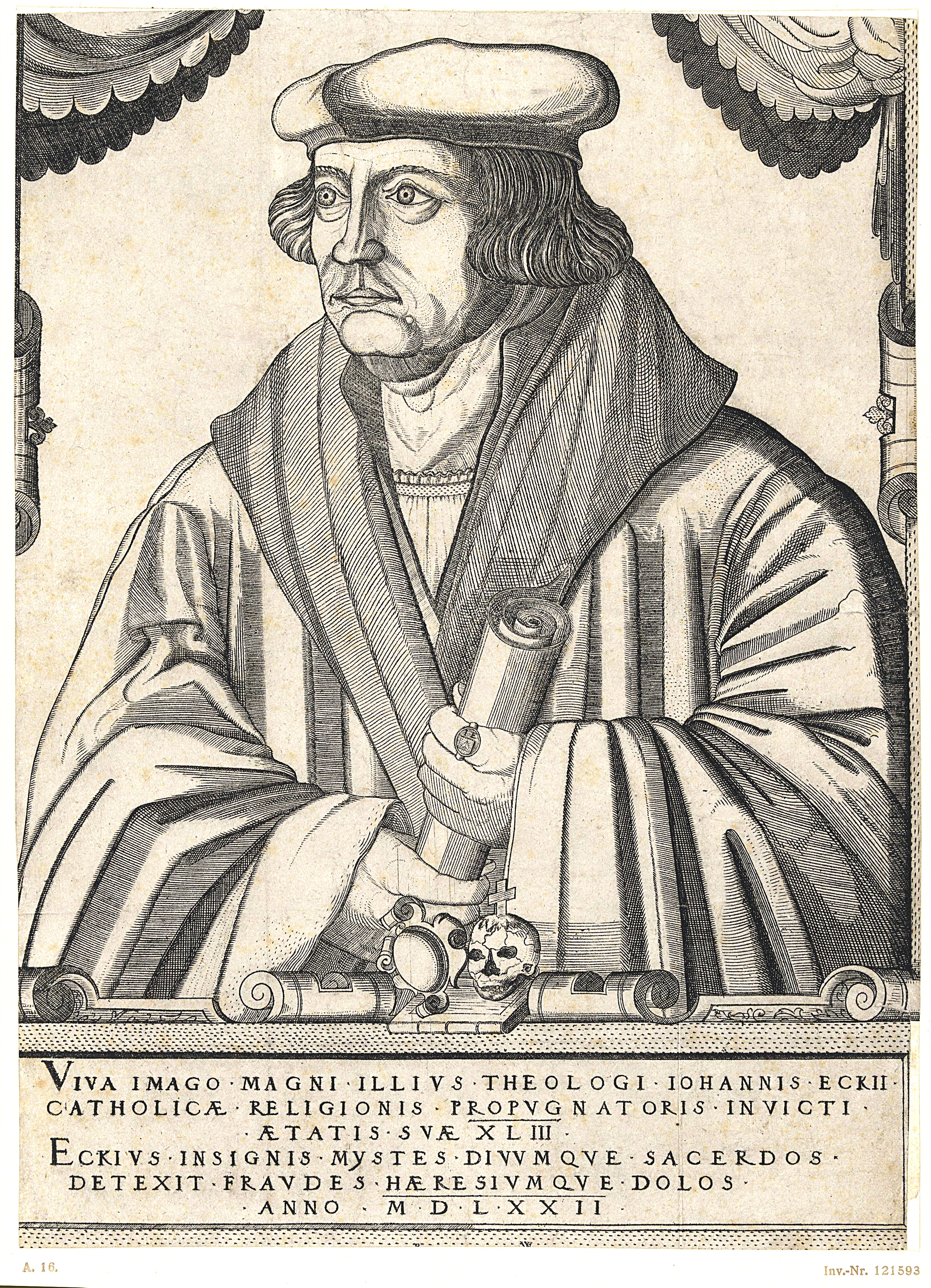
Johannes Eck (* 1486)

- 1486: Johannes Eck, deutscher katholischer Theologe, Gegner Martin Luthers
- 1493: Wilhelm IV., Herzog von Bayern
- 1504: Philipp I., Landgraf von Hessen
- 1533: Agathe, Gräfin von Tübingen
- 1559: Albrecht VII. von Österreich, Erzherzog von Österreich und Regent der Spanischen Niederlande
- 1560: Thomas Chrön, Fürstbischof von Laibach
- 1567: Moritz von Oranien, Statthalter der Niederlande
- 1572: Daniel Heider, deutscher Jurist und Rechtshistoriker
- 1595: Georg Wilhelm, deutscher Adliger und Kurfürst von Brandenburg
- 1597: Johann Georg Dorsche, deutscher lutherischer Theologe

### 17. und 18. Jahrhundert

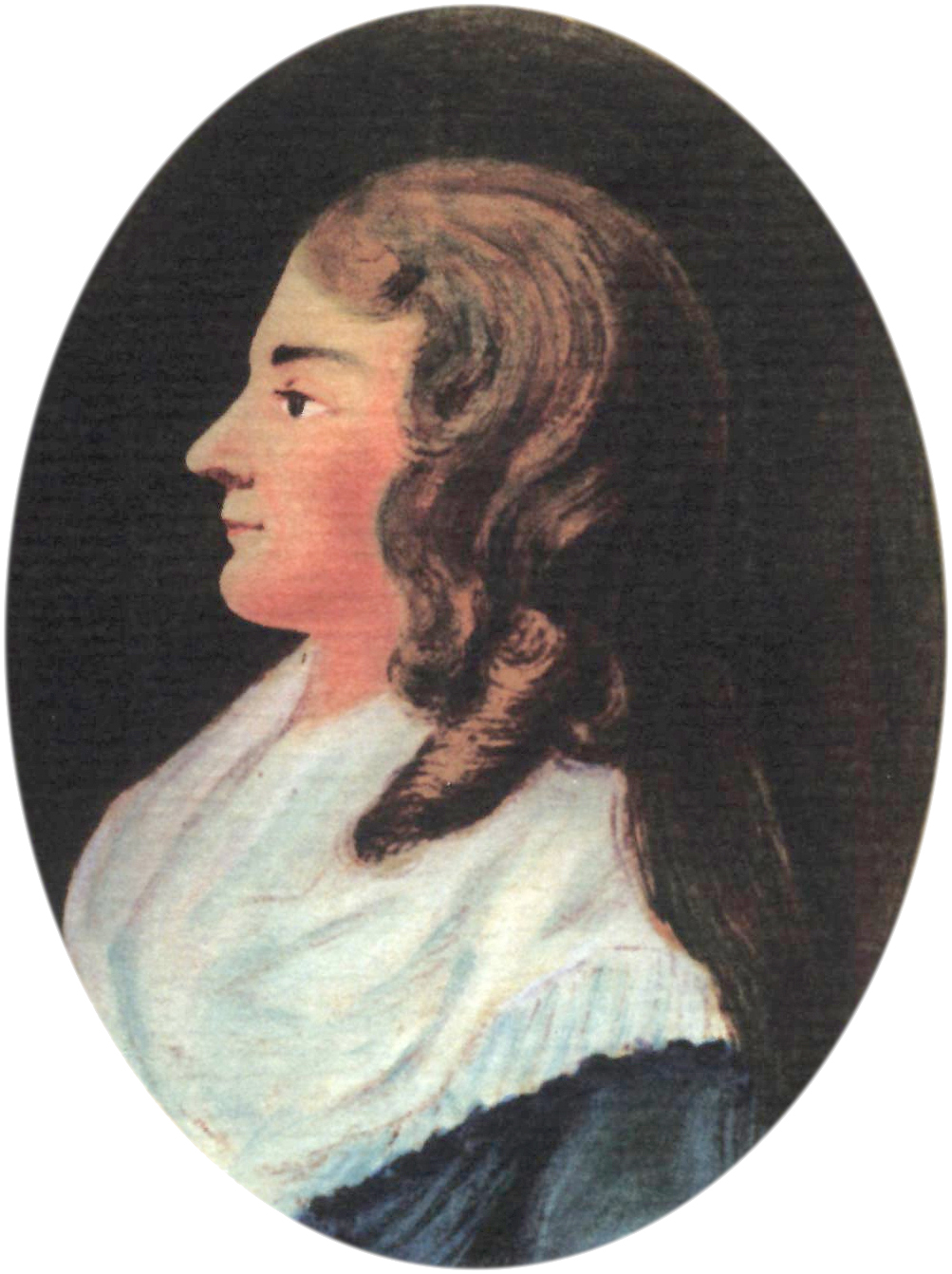
Dorothea Christiane Erxleben (* 1715)
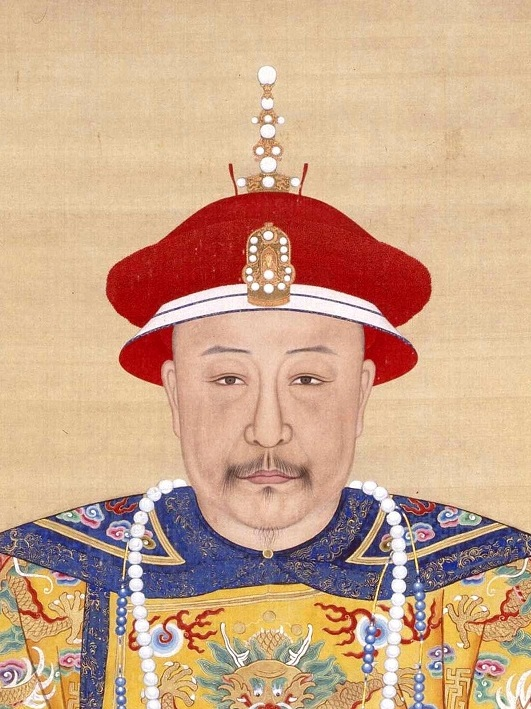
Jiaqing (* 1760)

- 1606: Giacinto Andrea Cicognini, italienischer Dramatiker und Librettist
- 1618: Gottfried Meisner, deutscher evangelischer Theologe
- 1623: Wilhelm von Fürstenberg, Dompropst in Münster und Paderborn, Domdechant in Salzburg
- 1625: Wilhelm Christoph, Landgraf von Hessen-Homburg
- 1651: Franz Adolph Wilhelm, Graf von Rietberg, Domherr in Köln, Paderborn und Straßburg
- 1651: Friedrich Ludwig von Nassau-Ottweiler, Graf von Ottweiler und Graf von Saarbrücken
- 1661: Erdmuth Dorothea von Sachsen-Zeitz, Herzogin von Sachsen-Merseburg
- 1697: Teodoro Benedetti, italienischer Architekt und Bildhauer
- 1704: Paul Wilhelm Schmid, deutscher Rechtswissenschaftler
- 1715: Dorothea Christiane Erxleben, erste promovierte deutsche Ärztin
- 1715: Isidorus Keppler, deutscher römisch-katholischer Theologieprofessor
- 1733: Franz Xaver Hochbichler, österreichischer römisch-katholischer Geistlicher
- 1755: Christoph Ludwig Kämmerer, deutscher Naturforscher
- 1755: Antoine-François Momoro, französischer Buchdrucker und Revolutionär
- 1760: Jiaqing, chinesischer Kaiser
- 1761: John Moore, britischer General
- 1764: Franz Xaver Hackher zu Hart, österreichischer Offizier, Verteidiger des Grazer Schlossbergs
- 1770: Johann Bernhard Cummerow, preußischer Beamter
- 1773: Jean-Baptiste Leschenault de La Tour, französischer Botaniker und Ornithologe
- 1775: Rémy-Isidore Exelmans, französischer Marschall
- 1775: Friedrich Karl Ludwig Textor, deutscher Jurist und Mundartschriftsteller
- 1780: Ranjit Singh, Inder, erster Herrscher des geeinigten Punjab
- 1782: Joseph Kornhäusel, österreichischer Architekt
- 1782: Esaias Tegnér, schwedischer Lyriker
- 1785: Sarah Glover, englische Pfarrerstochter, Direktorin einer Sonntagsschule
- 1789: James Thomson, britischer Mathematiker

### 19. Jahrhundert

#### 1801–1850
- 1801: Amalie Auguste von Bayern, Königin von Sachsen
- 1801: Elisabeth Ludovika von Bayern, Königin von Preußen
- 1801: Louis François Antoine Curtat, Schweizer evangelischer Geistlicher, Hochschullehrer und Politiker
- 1801: Mathias Mack, deutscher Apotheker und Entdecker des Latschenkiefernöls
- 1804: Theophilus H. Holmes, US-amerikanischer General

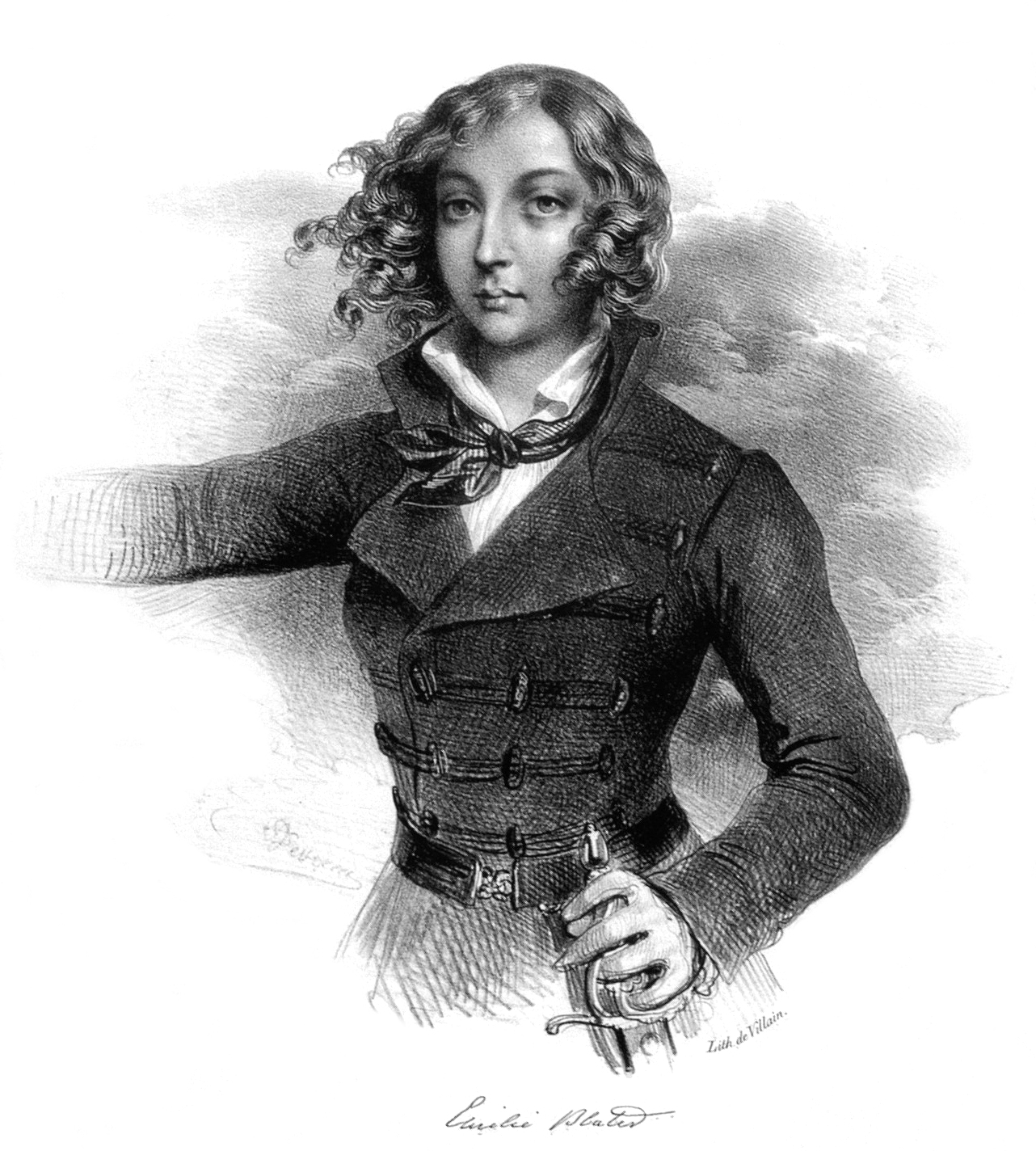
Emilia Plater (* 1806)
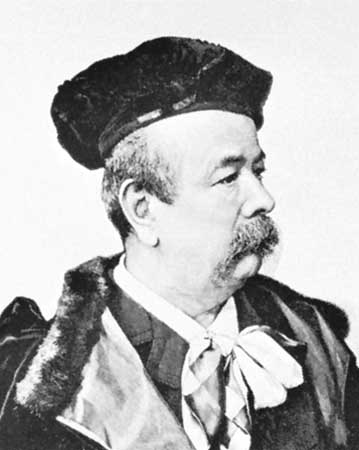
Charles Frederick Worth (* 1825)
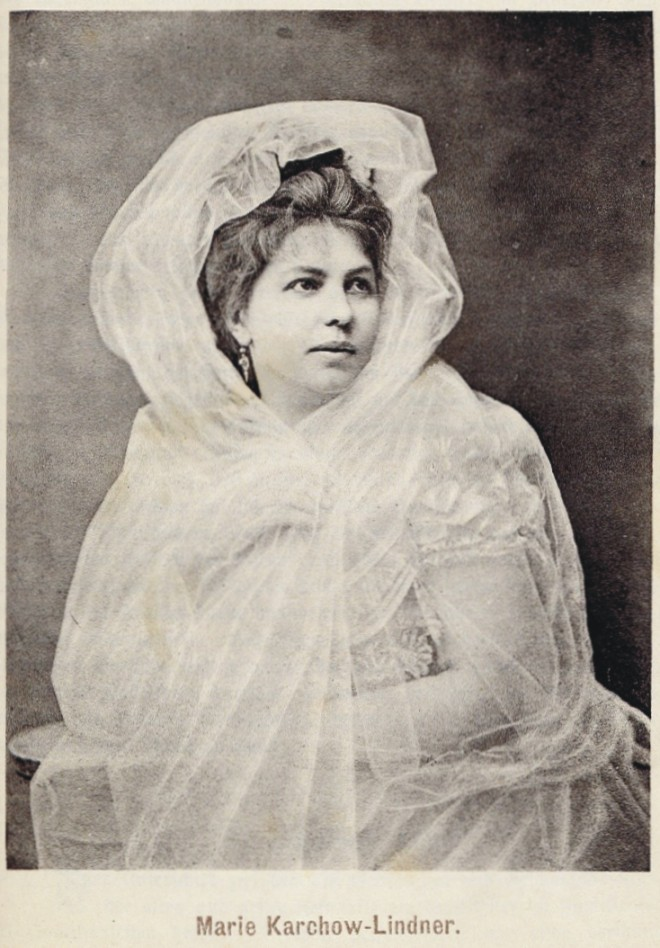
Marie Karchow-Lindner (* 1842)

- 1806: Emilie Plater, polnisch-litauische Gräfin und Freiheitskämpferin
- 1809: Archibald Hunter Arrington, US-amerikanischer Politiker, Mitglied des Repräsentantenhauses und des Konföderiertenkongresses
- 1811: Juri Arnold, russischer Komponist
- 1814: Paul Aeby, Schweizer Politiker, Nationalrat
- 1814: Joseph Hooker, US-amerikanischer General der Union im Sezessionskrieg
- 1817: Louis Lefébure-Wély, französischer Organist und Komponist
- 1825: Charles Frederick Worth, britischer Modemacher, Begründer der Haute Couture
- 1833: Edwin Booth, US-amerikanischer Schauspieler
- 1833: Oliver P. Snyder, US-amerikanischer Politiker, Mitglied des Repräsentantenhauses
- 1834: Albert von Oppenheim, deutscher Bankier und Kunstmäzen
- 1836: Jarosław Dąbrowski, polnischer revolutionärer Demokrat, Oberbefehlshaber der Pariser Kommune
- 1838: Anna Marie Geibelt, deutsche Stifterin in Pirna
- 1838: Joseph F. Smith, US-Amerikaner, Präsident der Kirche Jesu Christi der Heiligen der Letzten Tage
- 1841: Lucius F. C. Garvin, US-amerikanischer Politiker, Gouverneur von Rhode Island
- 1842: Marie Karchow-Lindner, deutsche Schauspielerin, Journalistin und Mäzenin
- 1846: Karl von Arnim-Züsedom, deutscher Großgrundbesitzer und Politiker, MdL
- 1846: Marco Aurelio Soto, honduranischer Jurist und Politiker, Minister, Staatspräsident
- 1848: Albert I., Fürst von Monaco
- 1848: Stanislas-Arthur-Xavier Touchet, französischer Geistlicher, Bischof von Orléans, Kardinal
- 1850: Georg Busolt, deutscher Althistoriker
- 1850: Robert Louis Stevenson, britischer Schriftsteller aus Schottland (Die Schatzinsel, Der seltsame Fall des Dr. Jekyll und Mr. Hyde)

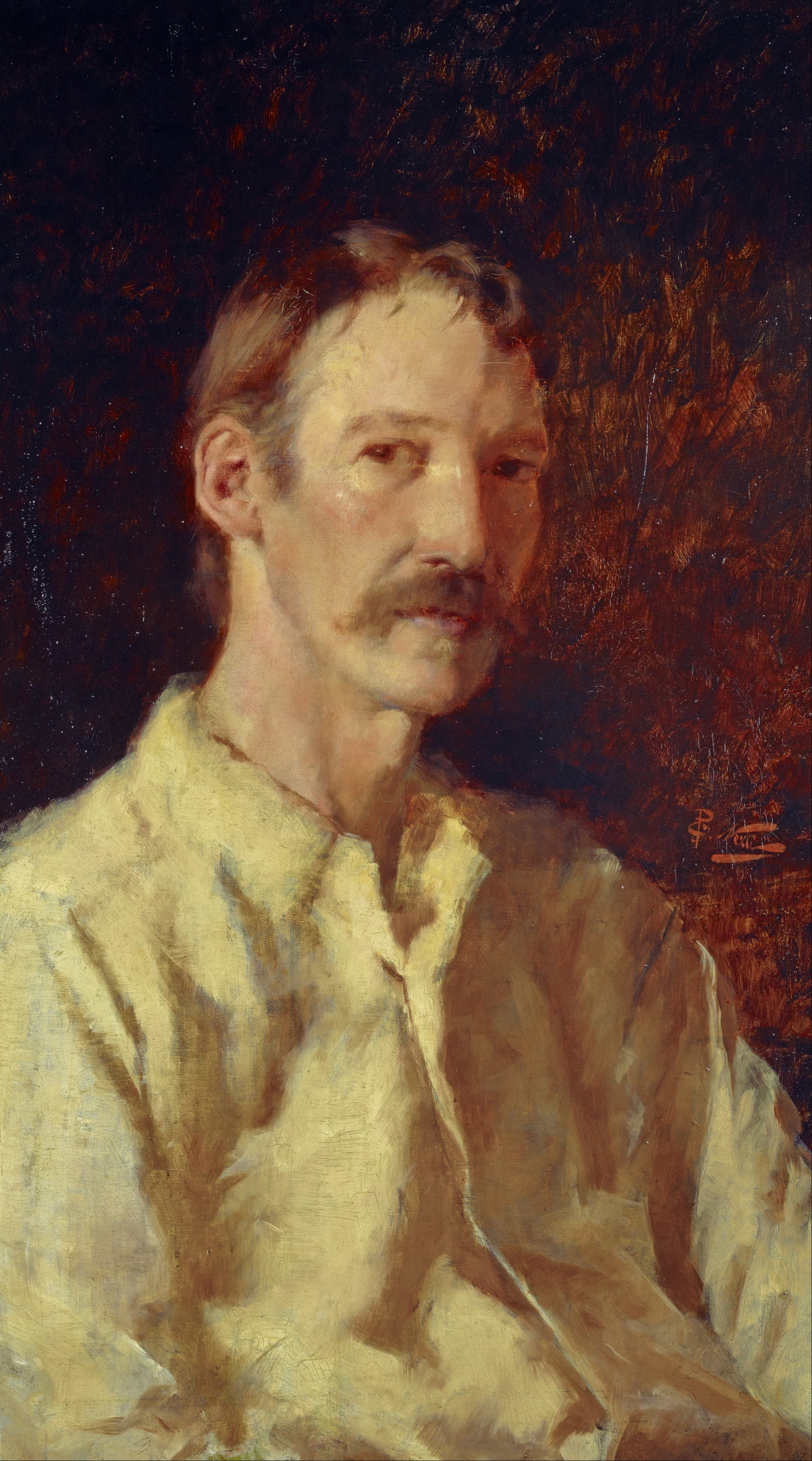
Robert Louis Stevenson (* 1850)
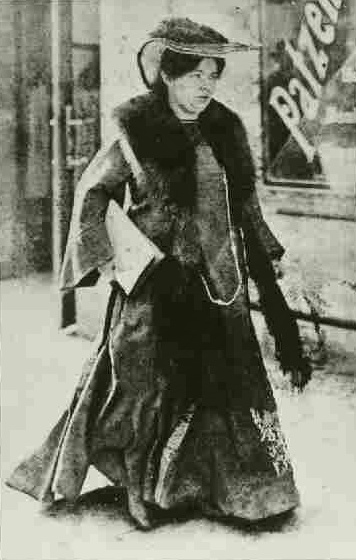
Helene Stöcker (* 1869)
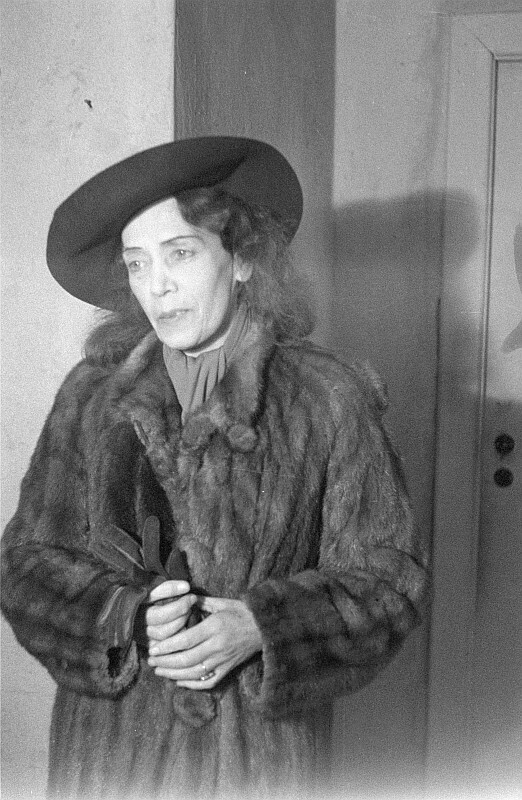
Mary Wigman (* 1886)

#### 1851–1900

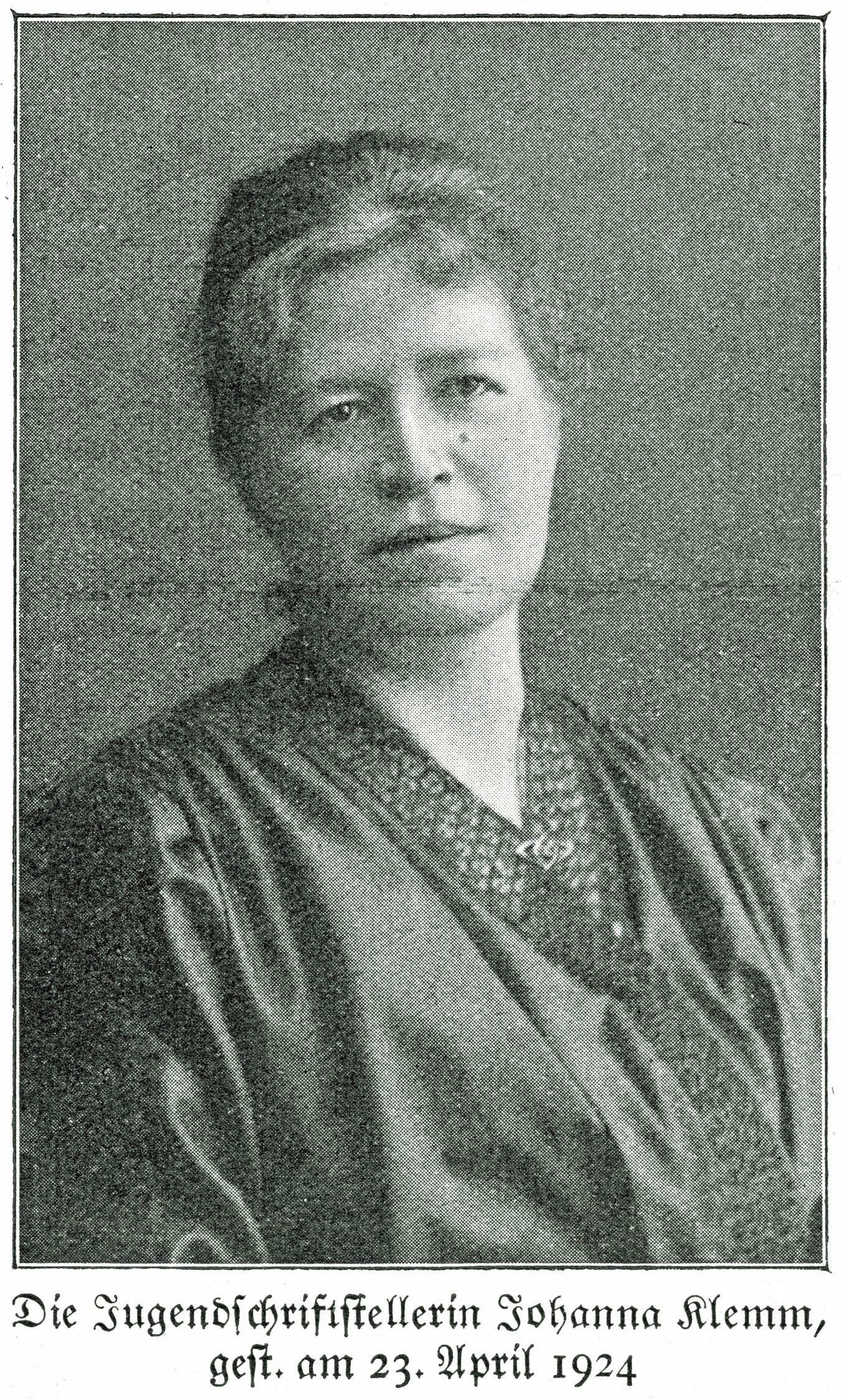
Johanna Klemm (* 1856)

- 1851: Fedor Encke, deutscher Porträt- und Genremaler
- 1853: Arnold von Siemens, deutscher Industrieller
- 1854: George Whitefield Chadwick, US-amerikanischer Komponist
- 1856ː Johanna Klemm, deutsche Schriftstellerin
- 1858: Edmond Aman-Jean, französischer Maler
- 1860: Nagao Aruga, japanischer Rechtswissenschaftler und Soziologe
- 1860: Martha Sochatzy, deutsche Zahnärztin
- 1861: Viktor Weber Edler von Webenau, österreichisch-ungarischer General
- 1867: Josefine Dora, österreichische Schauspielerin
- 1868: Pierre Maurice, Schweizer Komponist
- 1868: Arthur Ringwalt Rupley, US-amerikanischer Politiker
- 1869: August Heisenberg, deutscher Byzantinist
- 1869: Helene Stöcker, deutsche Frauenrechtlerin, Sexualreformerin, Pazifistin und Publizistin
- 1872: Paul Askonas, österreichischer Schauspieler
- 1873ː Karoline Borchardt, deutsche Malerin
- 1873: Oliver Onions, britischer Schriftsteller
- 1874: Wilhelm Dittmann, deutscher Politiker, MdR, Volksbeauftragter während der Novemberrevolution
- 1874: Marguerite Long, französische Pianistin
- 1875: Aline Sybil Atherton-Smith, britische Quäkerin
- 1876: William Noble Andrews, US-amerikanischer Politiker
- 1878: Joseph Joos, deutscher Journalist und Politiker
- 1879: Henri Miro, kanadischer Komponist spanischer Herkunft
- 1880: Editha Klipstein, deutsche Schriftstellerin und Journalistin
- 1881: Rudolf Minger, Schweizer Politiker
- 1882: Joseph Cardijn, belgischer Geistlicher, Begründer der internationalen Christlichen Arbeiterjugend
- 1882: Estanislao Mejía, mexikanischer Komponist
- 1884: Ernst Adam, deutscher Priester und Geistlicher Rat
- 1885: Montague Phillips, britischer Komponist
- 1886: Mary Wigman, deutsche Tänzerin, Choreografin und Tanzpädagogin
- 1888: Leopold Schönbauer, österreichischer Chirurg
- 1890: Stanislav Novák, tschechischer Geiger
- 1890: Albert Stohr, deutscher römisch-katholischer Theologe, MdL, Bischof von Mainz, Gegner des Nationalsozialismus
- 1892: Jean Gutweninger, Schweizer Turner
- 1892: Karl Jakob Hirsch, deutscher Künstler und Schriftsteller
- 1892: Rafael Quiñones Vidal, puerto-ricanischer Journalist und Fernsehmoderator
- 1893: Edward Adelbert Doisy, US-amerikanischer Biochemiker, Nobelpreisträger
- 1893: Reuven Rubin, rumänischstämmiger, israelischer Maler, israelischer Botschafter in Rumänien
- 1894ː Alice Bendix, Leiterin des jüdischen Kinderheimes „Antonienheim“ in München, Opfer des Holocaust
- 1894: August Dresbach, deutscher Politiker, MdL, MdB
- 1894: Otto H. Förster, deutscher Kunsthistoriker
- 1894: Arthur Nebe, deutscher SS-General, Einsatzgruppenkommandeur, Chef des Reichskriminalpolizeiamtes, Kriegsverbrecher
- 1895: Gerhard Sevenster, niederländischer reformierter Theologe und Kirchenhistoriker
- 1897: Tilly Edinger, deutsche Paläontologin, Begründerin der Paläoneurologie
- 1897: Martin Gumpert, deutsch-US-amerikanischer Mediziner und Schriftsteller
- 1898ː Markéta Liebesná, tschechisch-jüdisches Opfer des Holocaust
- 1898: Guido von Mengden, deutscher Sportfunktionär
- 1899: Karl Ehrenbolger, Schweizer Fußballspieler
- 1899: Huang Xianfan, chinesischer Historiker, Anthropologe und Pädagoge
- 1900: Eleonore Astfalck, deutsche Heil- und Sozialpädagogin

### 20. Jahrhundert

#### 1901–1925
- 1901: Werner Emmanuel Bachmann, US-amerikanischer Chemiker
- 1902: Gustav Heinrich Ralph von Koenigswald, deutsch-niederländischer Paläoanthropologe und Geologe
- 1904: Günter Reimann, deutscher Ökonom und Journalist

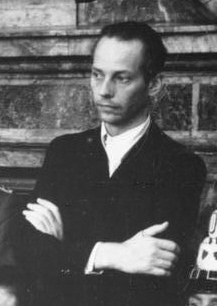
Peter Graf Yorck von Wartenburg (* 1904)

- 1904: Peter Graf Yorck von Wartenburg, deutscher Jurist und Widerstandskämpfer des 20. Juli 1944
- 1906: Gobulo Wanrong, letzte Kaiserin der Qing-Dynastie in China, spätere Kaiserin von Manchukuo
- 1906: Willibald Kreß, deutscher Fußballspieler
- 1907: Percy Maclure, britischer Autorennfahrer
- 1907: Eugène Trillaud, französischer Autorennfahrer
- 1907: Savang Vatthana, letzter König von Laos
- 1910: Reinhart Berger, deutscher Verwaltungsjurist, Oberkreisdirektor des Landkreises Uelzen
- 1910: Willi Heyn, deutscher Hindernisläufer
- 1910: Stanislaus Kobierski, deutscher Fußballspieler
- 1910: Voldemar Wal-Berg, französischer Komponist und Orchesterleiter
- 1911: Karl Baur, deutscher Pilot und Ingenieur
- 1911: Heinz von Foerster, österreichischer Philosoph
- 1913: Bernhard Carl Hermann Aubin, deutscher Rechtswissenschaftler
- 1913: Jack Dyer, australischer Fußballspieler
- 1914: William Gibson, US-amerikanischer Dramatiker und Schriftsteller
- 1914: John Latouche, US-amerikanischer Schriftsteller und Librettist
- 1914: Paul Lücke, deutscher Politiker, MdB, Bundesminister
- 1916: Horst Ritze, deutscher Zahnmediziner und Prothetiker
- 1917: Margrit Winter, Schweizer Schauspielerin
- 1918: Janine Andrade, französische Geigerin
- 1918: Werner Aspenström, schwedischer Lyriker und Essayist
- 1919: Katharina Adler, deutsche Journalistin und Publizistin
- 1919: Mary Beth Hughes, US-amerikanische Schauspielerin
- 1919: Margret van Munster, deutsche Schauspielerin
- 1920: Lieselotte Berger, deutsche Politikerin, MdB
- 1920: Guillermina Bravo, mexikanische Tänzerin und Choreographin
- 1921: Ghislaine Demonceau, französische Geigerin
- 1921: Yoshiro Irino, japanischer Komponist
- 1921: Joonas Kokkonen, finnischer Komponist
- 1922: Ursula Adam, deutsche Journalistin und Dichterin
- 1922: Mildred Goodman, kanadische Violinistin
- 1922: Oskar Werner, österreichischer Schauspieler und Rezitator

#### 1926–1950
- 1926: Harry Hughes, US-amerikanischer Politiker
- 1927: Ruth Kappelsberger, deutsche Fernsehansagerin und Schauspielerin
- 1927: Tomás Rivera Morales, puerto-ricanischer Komponist, Cuatrospieler und Musikpädagoge
- 1928: Hampton Hawes, US-amerikanischer Jazzmusiker
- 1929: Tarō Asashio, japanischer Sumōringer
- 1930: Annemone Haase, deutsche Schauspielerin
- 1930: Fumiko Kometani, japanische Schriftstellerin
- 1930: Frank Manley, US-amerikanischer Hochschullehrer, Lyriker, Dramatiker und Erzähler
- 1931: Raymond Gniewek, US-amerikanischer Geiger
- 1931: Robert Landsburg, US-amerikanischer Fotograf
- 1931: Sakti Mazumdar, indischer Boxer
- 1931: John Ross, kanadischer Leichtathlet
- 1932ː Olga Connolly, tschechoslowakische, später US-amerikanische Leichtathletin und Olympiasiegerin
- 1932: Richard Mulligan, US-amerikanischer Schauspieler
- 1933: Peter Härtling, deutscher Schriftsteller
- 1933: Hermann Ilaender, deutscher Politiker, Verwaltungsbeamter und Verbandsfunktionär
- 1933: Manfred Jessen-Klingenberg, deutscher Historiker
- 1933: Ojārs Vācietis, lettischer Dichter
- 1934: Peter Arnett, US-amerikanischer Kriegsberichterstatter
- 1934: Hans Barth, deutscher Publizist und Wissenschaftsautor

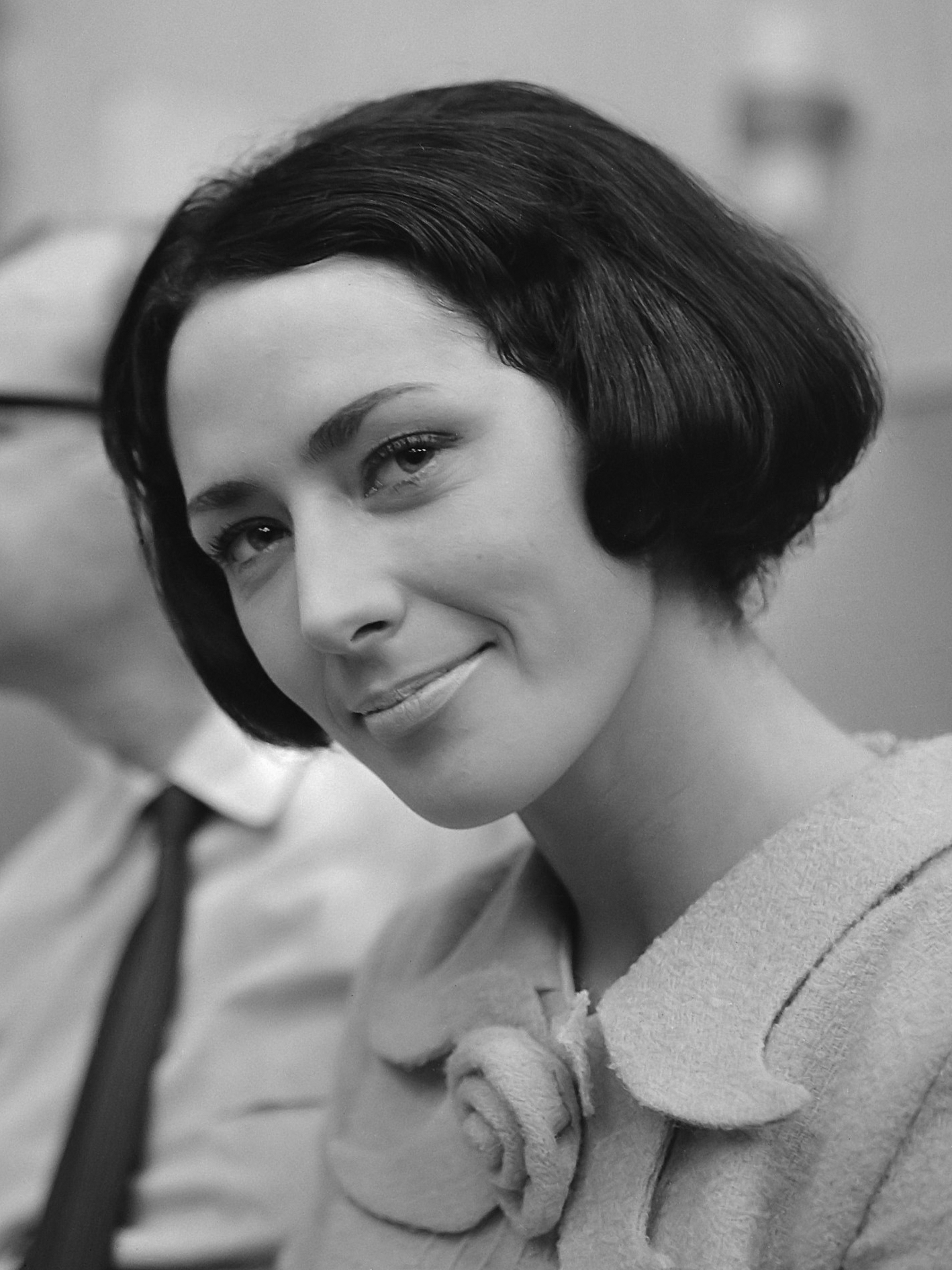
Joan Haanappel (* 1940)

- 1935: Tom Atkins, US-amerikanischer Schauspieler
- 1935: Hartmut Löwe, deutscher evangelischer Theologe und Militärbischof
- 1936: Dacia Maraini, italienische Schriftstellerin
- 1937: Adam Holender, polnischer Kameramann
- 1938: Herbert Ammer, deutscher Fußballspieler
- 1938: Roma Ligocka, polnische Kostümbildnerin, Autorin und Malerin
- 1938: Jean Seberg, US-amerikanische Schauspielerin
- 1940ː Joan Haanappel, niederländische Eiskunstläuferin
- 1940: Rudolf Schwarzkogler, österreichischer Fotograf und Künstler

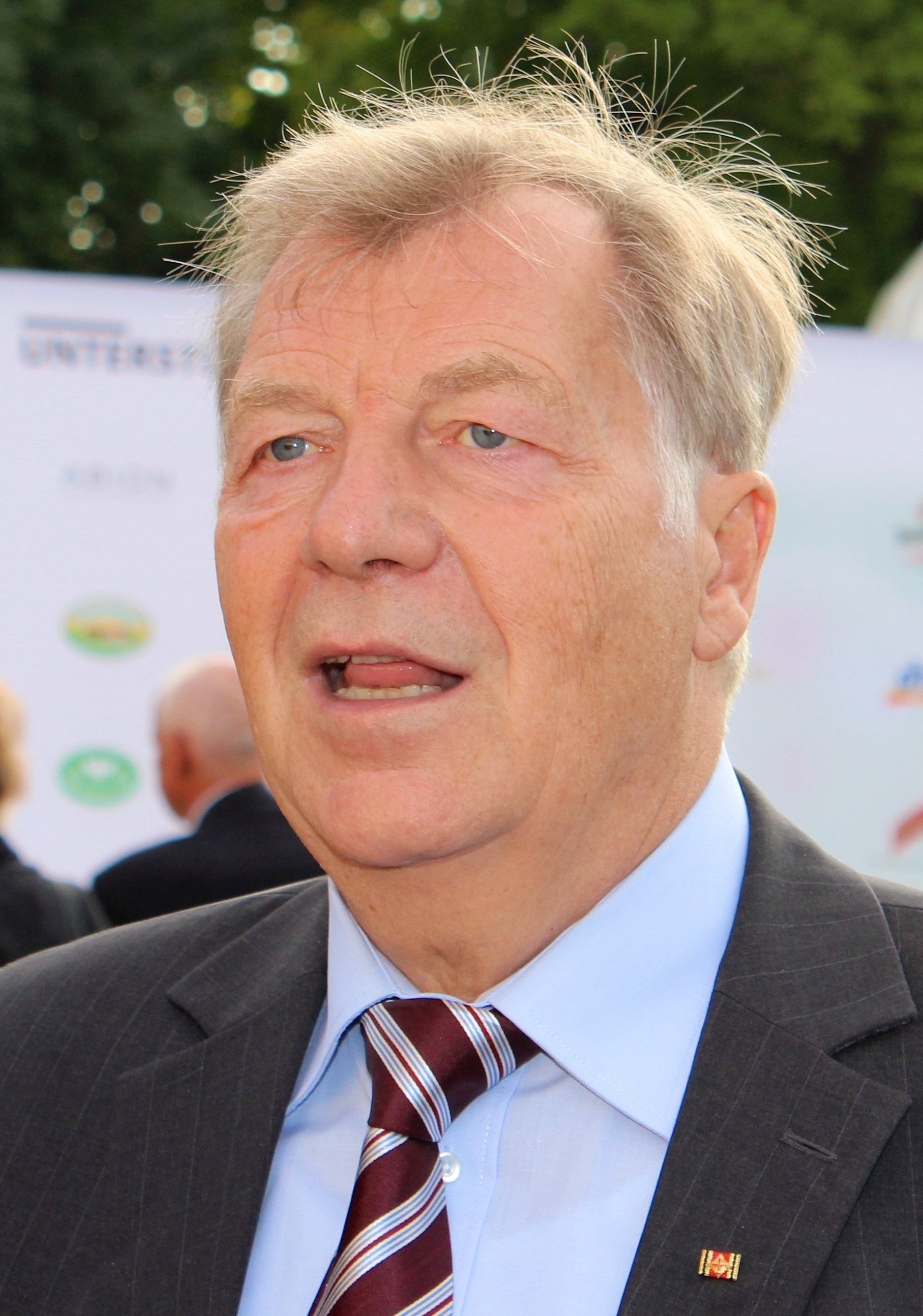
Eberhard Diepgen (* 1941)

- 1941: Eberhard Diepgen, deutscher Politiker, MdL, MdB, Regierender Bürgermeister von Berlin
- 1941: Henri Elendé, kongolesischer Hochspringer
- 1942: John P. Hammond, US-amerikanischer Bluessänger und -Gitarrist
- 1942: Lothar Zagrosek, deutscher Dirigent
- 1943: Detlev Albers, deutscher Politiker und Politikwissenschaftler
- 1943: Roberto Boninsegna, italienischer Fußballspieler
- 1943: Harald Euler, deutscher Evolutionspsychologe
- 1944: Eugenio Arellano Fernández, spanischer Vikar
- 1944: Jesper Klein, dänischer Schauspieler
- 1944: Kenny „Blues Boss“ Wayne, US-amerikanischer Blues-, Boogie-Woogie- und Jazzmusiker
- 1944: Li Yingfa, chinesischer Fußballtrainer und -funktionär
- 1944: Timmy Thomas, US-amerikanischer Sänger und Songschreiber
- 1945: Suzanne Klee, Schweizer Country- und Popsängerin
- 1945: Knut Riisnæs, norwegischer Jazzmusiker
- 1946: Stanisław Barańczak, polnischer Dichter, Übersetzer und Literaturwissenschaftler
- 1946: Ray Wylie Hubbard, US-amerikanischer Country-Musiker
- 1946: Marijke Moser, Schweizer Mittel- und Langstreckenläuferin
- 1947: Mike Devecka, US-amerikanischer Nordischer Kombinierer und Skispringer
- 1947ː Mathilde Grünewald, deutsche Provinzialrömische Archäologin
- 1948: Albert Maier, deutscher Kunst- und Antiquitätenhändler
- 1948: Mizuko Masuda, japanische Schriftstellerin

#### 1951–1975
- 1952: Hans Heiss, italienischer Historiker und Archivar sowie Südtiroler Politiker
- 1952: Rosemarie Trockel, deutsche bildende Künstlerin und Professorin an der Kunstakademie Düsseldorf
- 1953: Frances Conroy, US-amerikanische Schauspielerin
- 1953: Mokhtar Dahari, malaysischer Fußballspieler
- 1953: Andrés Manuel López Obrador, mexikanischer Politiker; Präsident von Mexiko
- 1953: Bernd Scherers, deutscher Kirchenmusiker und Hochschullehrer
- 1954: Emanuel Günther, deutscher Fußballspieler
- 1954: Bernd Heuermann, deutscher Jurist
- 1954: Hartmut Schade, deutscher Fußballspieler
- 1955: Armin Dallapiccola, österreichischer Schauspieler
- 1955: Whoopi Goldberg, US-amerikanische Schauspielerin
- 1955: Cord Meijering, niederländischer Komponist
- 1956: Erhan Arslan, türkischer Fußballspieler und -trainer
- 1956: Aldo Nova, kanadischer Musiker, Sänger und Produzent
- 1956: Bill Scanlon, US-amerikanischer Tennisspieler
- 1957: Stephen Baxter, britischer Autor
- 1957: Sandro Viroli, italienisch-deutscher Journalist und Medienmanager
- 1958: Michael Fitz, deutscher Schauspieler und Musiker
- 1958: Michael Kreißl, österreichischer Politiker
- 1958: Christiane Marquardt, deutsche Leichtathletin
- 1959: Caroline Goodall, britisch-australische Film- und Theaterschauspielerin
- 1959: Lene Hau, dänische Physikerin
- 1959: Hari Kostov, mazedonischer Ministerpräsident
- 1959: José Carlos Somoza, spanischer Schriftsteller
- 1960: Petra Bierwirth, deutsche Politikerin, MdL, MdB
- 1960: Neil Richard Flynn, US-amerikanischer Schauspieler und Comedian
- 1960: Wolfgang Murnberger, österreichischer Filmregisseur
- 1962: Andreas Patton, deutscher Schauspieler und Regisseur
- 1962: Michael Timm, deutscher Amateurboxer und Boxtrainer
- 1962: Fumio Yamamoto, japanische Schriftstellerin
- 1963: Seppo Kantonen, finnischer Jazzpianist
- 1963: Kerstin Müller, deutsche Politikerin, MdB
- 1963: Sybille J. Schedwill, deutsche Schauspielerin
- 1964: Ronald Agénor, haitianisch-US-amerikanischer Tennisspieler
- 1965: Oliver Kreuzer, deutscher Fußballspieler
- 1967: Susann Atwell, deutsche Fernsehmoderatorin
- 1967: Andreas Boyde, deutscher Pianist
- 1968: Achim von Borries, deutscher Filmregisseur und Drehbuchautor
- 1968: Gerald Klug, österreichischer Politiker
- 1969: Gerard Butler, britischer Schauspieler
- 1969: Ayaan Hirsi Ali, niederländische Politikerin
- 1969: Patrik Augusta, tschechischer Eishockeyspieler
- 1969: Nico Motchebon, deutscher Leichtathlet
- 1970: Ariel Atias, israelischer Politiker
- 1970: Henning Fröschle, deutscher Handballspieler und -trainer
- 1970: Rebecca Immanuel, deutsche Schauspielerin
- 1971: Noah Hathaway, US-amerikanischer Filmschauspieler
- 1971: Julia Jäkel, deutsche Managerin und Verlegerin
- 1971: Jacqueline Schmitka, deutsche Sängerin
- 1972: Rachel Nergård, norwegische Pädagogin und Sprachaktivistin
- 1973: David Auradou, französischer Rugby-Spieler
- 1973: Christian Solmecke, deutscher Rechtsanwalt und Autor
- 1974: Christian Giménez, argentinischer Fußballspieler
- 1975: Ivica Dragutinović, serbischer Fußballspieler
- 1975: Aisha Hinds, US-amerikanische Schauspielerin
- 1975: Arno Frisch, österreichischer Schauspieler
- 1975: Felix Loretz, Schweizer Speerwerfer
- 1975: Quim, portugiesischer Fußballspieler

#### 1976–2000
- 1976: Albina Achatowa, russische Biathletin
- 1978: Kristijan Ljubanović, kroatischer Handballspieler
- 1979: Metta World Peace, US-amerikanischer Basketballspieler und Rapper
- 1979: Jan Hasenfuß, deutscher Schauspieler
- 1979: Henrik Lundström, schwedischer Handballspieler
- 1980: Monique Coleman, US-amerikanische Schauspielerin
- 1980: Denise Djokic, kanadische Cellistin
- 1980: Karl Dodd, australischer Fußballspieler
- 1982: Merle Hoch, deutsche Musicaldarstellerin
- 1982: Daniela Klemenschits, österreichische Tennisspielerin
- 1982: Sandra Klemenschits, österreichische Tennisspielerin
- 1982: DJ Stickle, österreichischer DJ und Produzent
- 1984: Lucas Barrios, argentinisch-paraguayischer Fußballspieler
- 1986: Ernir Hrafn Arnarson, isländischer Handballspieler
- 1986: Paul Boll, deutscher Eiskunstläufer
- 1987: Patrick Niklas, österreichischer Fußballspieler
- 1989: Akutaaneq Kreutzmann, grönländischer Handballspieler
- 1989: Philip Welker, deutscher Badmintonspieler
- 1990: Maxime Biamou, französischer Fußballspieler
- 1990: Christine Foth, deutsche Handballspielerin
- 1990: Jerzy Janowicz, polnischer Tennisspieler
- 1990: Jibbs, US-amerikanischer Rapper
- 1991: Matt Bennett, US-amerikanischer Schauspieler
- 1991: Jeffrey Bruma, niederländischer Fußballspieler
- 1991: Nicolas Costa, brasilianischer Autorennfahrer
- 1991: Magnus Gullerud, norwegischer Handballspieler
- 1992: Ramona Petzelberger, deutsche Fußballspielerin
- 1992: Shabazz Muhammad, US-amerikanischer Basketballspieler
- 1993: Francesca Farago, kanadische Influencerin und Reality-TV-Darstellerin
- 1996: Luisa Hornung, deutsche Skeletonfahrerin
- 1997: Brent und Shane Kinsman, US-amerikanische Schauspieler
- 1997: Florian Müller, deutscher Fußballspieler
- 1998: Bryan Edwards, US-amerikanischer American-Football-Spieler
- 1999: Lando Norris, britischer Automobilrennfahrer
- 2000: Sydney Agudong, US-amerikanische Schauspielerin und Musikerin
- 2000: 24kGoldn, US-amerikanischer Rapper
- 2000: Jon Sallinen, finnischer Freestyle-Skier

### 21. Jahrhundert
- 2001: Francesco Cecon, italienischer Skispringer
- 2002: Emma Raducanu, britische Tennisspielerin
- 2002: Giovanni Reyna, US-amerikanischer Fußballspieler
- 2003: Emma Aicher, deutsche Skirennläuferin
- 2003: Salma Paralluelo, spanische Fußballspielerin

## Gestorben

### Vor dem 14. Jahrhundert
- 0838: Pippin I., König von Aquitanien
- 0867: Nikolaus I. der Große, Papst
- 0933: Adalolf, Graf von Boulogne und Laienabt der Abtei Saint-Bertin
- 1004: Abbo von Fleury, französischer Mathematiker
- 1009: Dedo I. von Wettin, Graf im nördlichen Hassegau
- 1048: Eberhard, Patriarch von Aquileia
- 1055: Welf III., Herzog von Kärnten, Markgraf von Verona
- 1072: Adalbero III. von Luxemburg, Bischof von Metz
- 1093: Malcolm III., König von Schottland
- 1100: Guido I., Graf von Ponthieu
- 1130: Adolf I., Graf von Schauenburg und Holstein
- 1140: Reginbert von Brixen, Bischof von Brixen
- 1143: Fulko, König von Jerusalem und Graf von Anjou
- 1152: William de Ste Barbe, anglonormannischer Geistlicher und Bischof von Durham
- 1175: Henri de France, duc de Reims, Erzbischof von Reims
- 1197: Homobonus von Cremona, frommer Kaufmann, Heiliger
- 1230: Siard, Abt des großen Stiftes von Mariengaarde und Heiliger der katholischen Kirche
- 1239: Heinrich II., Graf von Bar und Herr von Ligny
- 1278: Barnim I., Herzog von Pommern
- 1287: Berthold II. von Sternberg, Bischof von Würzburg

### 14. und 15. Jahrhundert
- 1309: Luitgard von Tübingen, Pfalzgräfin von Tübingen
- 1314: Albrecht der Entartete, Landgraf von Thüringen und Markgraf von Meißen
- 1319: Erik VI. Menved, König von Dänemark
- 1345: Constança Manuel, portugiesische Königin
- 1359: Iwan II., der Sanfte, Großfürst von Wladimir-Moskau
- 1369: Thomas de Beauchamp, 11. Earl of Warwick, englischer Adeliger und Heerführer im Hundertjährigen Krieg
- 1440: Adelheid von Hanau, Tochter des Grafen von Hanau und Nonne
- 1440: Joan Beaufort, Countess of Westmorland, Ehefrau von Ralph Neville, 1. Earl of Westmorland
- 1442: Elisabeth, deutsche Adlige, erste Kurfürstin von Brandenburg und Stammmutter des hohenzollernschen Königshauses

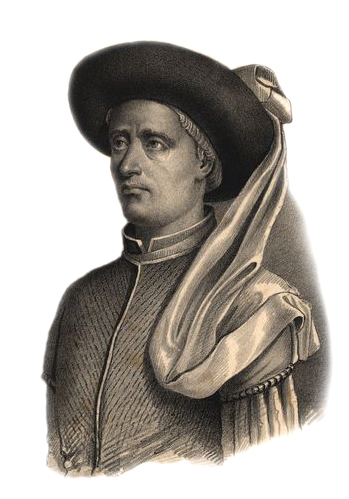
Heinrich der Seefahrer († 1460)

- 1460: Heinrich der Seefahrer, Infant von Portugal, Begründer der portugiesischen See- und Kolonialmacht
- 1462: Anna, Herzogin von Sachsen, Landgräfin von Thüringen und Herzogin von Luxemburg
- 1464: Hans von Rechberg, deutscher Adliger, Oberster Hauptmann von Zürich

### 16. bis 18. Jahrhundert
- 1512: Emery d’Amboise, französischer Großmeister des Johanniterordens
- 1521: Valentin, Herzog von Troppau-Ratibor
- 1549: Paul Fagius, deutscher Theologe, Reformator und Hebraist
- 1549: Sebastian von Weitmühl, Adeliger und Kriegsherr in Nordböhmen
- 1585: Laurentius Lindemann, deutscher Rechtswissenschaftler und sächsischer Staatsmann
- 1585: Paolo Giordano I. Orsini, Herzog von Bracciano
- 1603: Philipp von Pappenheim, deutscher Reformator
- 1607: Paul Buchner, Tischler, Schraubenmacher und Baumeister aus Nürnberg
- 1612: George Carew, englischer Diplomat
- 1619: Lodovico Carracci, italienischer Maler
- 1623: Erdmuthe von Brandenburg, Herzogin von Pommern
- 1653: Louis-Emmanuel de Valois, Herzog von Angoulême und Auvergne
- 1663: Domenico Guargena, sizilianischer Kapuziner und Maler
- 1698: Johann Karl August, deutscher Adliger, Graf von Leiningen
- 1701: Johann Frühwirth, österreichischer Bildhauer
- 1719: Georg Johann Mattarnovi, preußisch-russischer Architekt
- 1720: Johann Kaspar Herwarthel, deutscher Architekt und Baumeister
- 1726: Sophie Dorothea, Kurfürstin von Hannover
- 1743: Anna Catharina vom Büchel, deutsche Zionitin und Prophetin
- 1744: Johannes Nicolaus Kuhn, deutscher Architekt
- 1754: Adam Friedrich von Löwenfinck, deutscher Porzellan- und Fayencemaler
- 1756: Johann Michael Doser, deutscher Künstler, Holzschnitzer und Bildhauer
- 1766: Nikolaus Friedrich Stöhr, deutscher Pädagoge und lutherischer Theologe
- 1771: Konrad Ernst Ackermann, preußischer Schauspieler und Mitbegründer der deutschen Schaubühne
- 1775ː Jeanne d’Urfé, französische Okkultistin
- 1777: Friedrich, paragierter Landgraf von Hessen-Philippsthal-Barchfeld
- 1779: Johann Adam, deutscher Bratschist und Komponist
- 1779: Thomas Chippendale, britischer Kunsttischler
- 1781: Rochus Friedrich zu Lynar, deutscher Diplomat in dänischen Diensten
- 1794: Friedrich Christian I., Herzog von Schleswig-Holstein-Sonderburg-Augustenburg

### 19. Jahrhundert
- 1808: Philipp Jakob Scheffauer, deutscher Bildhauer
- 1819: Johann Ludwig Ernst Morgenstern, deutscher Gemälde-Restaurator, Radierer und Maler
- 1824: Friedrich Wilhelm Heinrich Culemann, deutscher Jurist und Bürgermeister
- 1834: Friedrich Adolf Ebert, deutscher Bibliothekar und Bibliograph
- 1837: Carl Wilhelm Leske, deutscher Verleger und Buchhändler
- 1841ː Karoline von Baden, Prinzessin von Baden, durch Heirat Königin von Bayern
- 1848: Robert Theodor Heyne, deutscher Appellationsrat
- 1849: William Etty, britischer Maler
- 1852: Karol Bołoz Antoniewicz, polnischer Theologe und Missionar
- 1868: Auguste Delacroix, französischer Maler
- 1868: Bonaventura Genelli, deutscher Maler, Zeichner und Kupferstecher
- 1868: Gioachino Rossini, italienischer Komponist
- 1868: David Tod, US-amerikanischer Politiker
- 1872: Margaret Sarah Carpenter, englische Malerin
- 1873: Christian Friedrich Göthel, deutscher Orgelbauer
- 1875: Carl zu Solms-Braunfels, deutscher Offizier und Siedlungsgründer
- 1885: Maximilian von Arco-Zinneberg, deutscher Adeliger („Adlergraf“)
- 1885: Anselmo José Braamcamp, portugiesischer Politiker
- 1886: Ignaz Dörr, deutscher Orgelbauer
- 1892: Aleksander Niewiarowski, polnischer Schriftsteller und Kolumnist
- 1893: Arnaud-Michel d’Abbadie, französischer Geograph
- 1894ː Augustina Pietrantoni, italienische Ordensfrau
- 1897: Lea Ahlborn, schwedische Künstlerin
- 1897: Carlos Otto, deutscher Chemiker und Unternehmer

### 20. Jahrhundert

#### 1901–1950

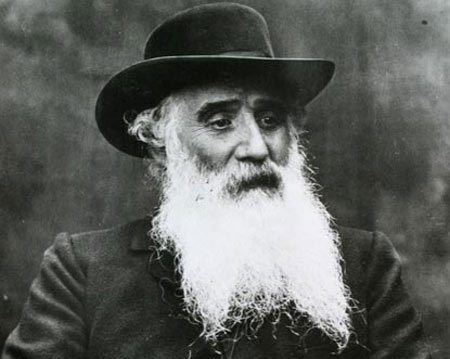
Camille Pissarro († 1903)

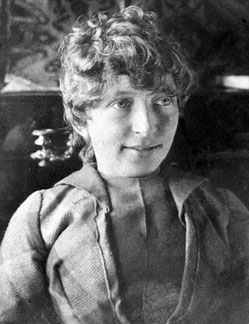
Cecilie Thoresen († 1911)

- 1901: Walter Meyer, Schweizer Landwirt und Politiker
- 1903: Camille Pissarro, französischer Maler des Impressionismus
- 1903: Wilhelm von Polenz, deutscher Schriftsteller
- 1910: Louis Nels, deutscher Kolonialbeamter
- 1911: Cecilie Thoresen, norwegische Frauenrechtlerin
- 1912: Tereza Nováková, tschechische Schriftstellerin, Vertreterin des Realismus und der Dorfprosa
- 1918: Tadeusz Nalepiński, polnischer Lyriker und Schriftsteller
- 1919: Magnus Hofberg, schwedischer Instrumentenbauer und Unternehmer
- 1920: Luc-Olivier Merson, französischer Maler und Illustrator
- 1934: Fritz Wrampe, deutscher Bildhauer
- 1935: Paul Raschein, Schweizer Landwirt, Jurist und Politiker
- 1937: Max Mohr, deutscher Dramatiker und Erzähler
- 1942: Sullivan-Brüder, US-amerikanische Geschwister und Marineangehörige
- 1943: Maurice Denis, französischer Maler
- 1944: Otto Blumenthal, deutscher Mathematiker
- 1944: Paul Graener, deutscher Komponist
- 1944: Friedrich Lorenz, deutscher römisch-katholischer Ordenspriester, Widerstandskämpfer gegen den Nationalsozialismus, Märtyrer
- 1945: Rudolf Albert August Wilhelm Asmis, deutscher Jurist und Diplomat
- 1945: Ferdinand Bloch-Bauer, österreichisch-tschechischer Zuckerfabrikant und Kunstliebhaber
- 1945: Josef Eichheim, deutscher Theater- und Filmschauspieler
- 1946: Kurt Arndt, deutscher Chemiker

#### 1951–2000

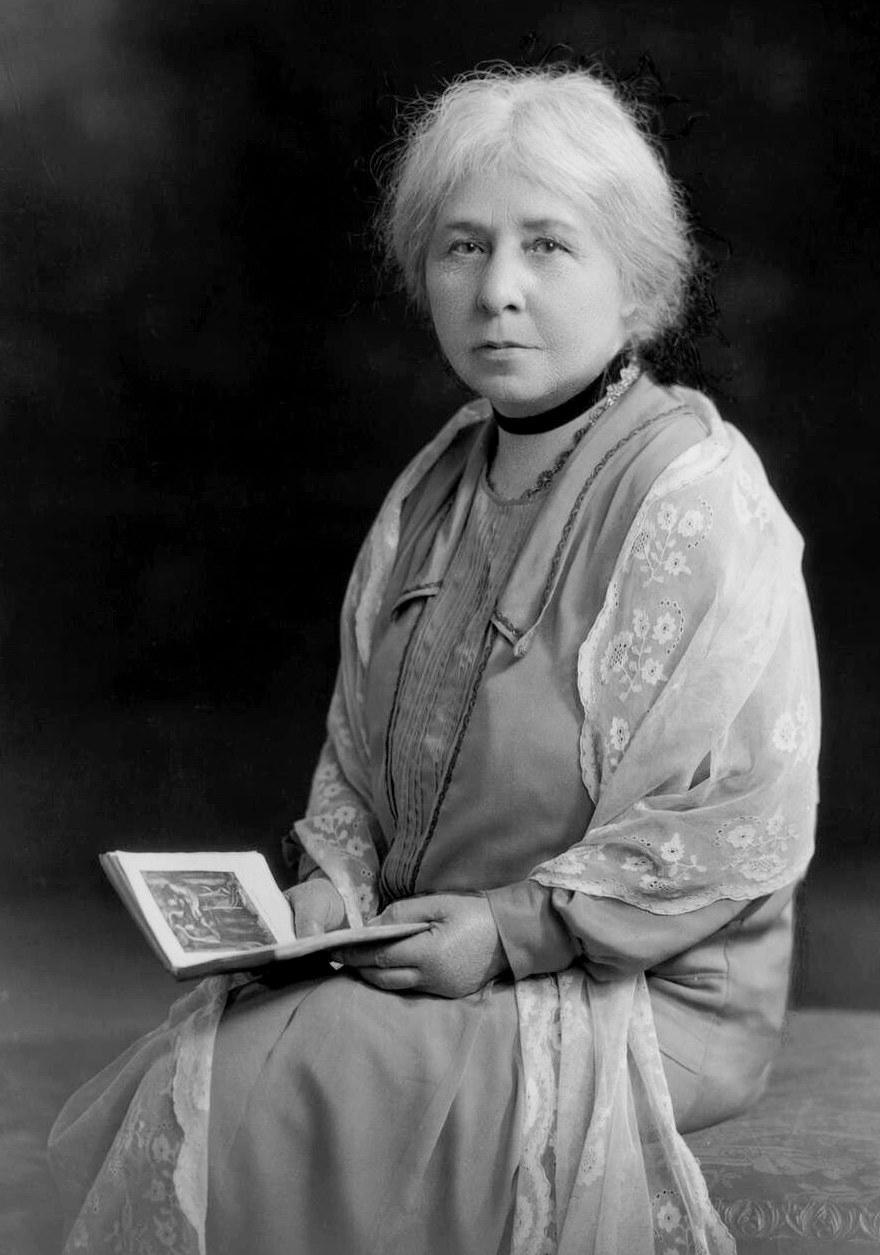
Margaret Murray († 1963)

- 1951: Hertha Kräftner, österreichische Schriftstellerin
- 1953: Emilio Bontà, Schweizer Lehrer und Heimatforscher
- 1955: Heinar Schilling, deutscher Dichter und Schriftsteller
- 1956: Werner Haas, deutscher Motorradrennfahrer
- 1957: Antonín Zápotocký, tschechoslowakischer Politiker
- 1961: Max Hansen, dänischer Kabarettist, Filmschauspieler und Sänger
- 1962: Fernand Vallon, französischer Autorennfahrer
- 1963: Margaret Alice Murray, britische Ägyptologin, Anthropologin, Frauenrechtlerin
- 1965: Sofia Laskaridou, griechische Malerin
- 1966: Eduard Henneberger, Schweizer Pianist und Komponist
- 1967: Gaudencio E. Antonino, philippinischer Unternehmer, Wirtschaftsmanager und Politiker
- 1968: Berthold Bartosch, deutscher Animator und Filmregisseur
- 1968: Mimi Scheiblauer, Schweizer Wegbereiterin der Rhythmik als Erziehungsmittel der Heilpädagogik
- 1971: Ramón Emilio Jiménez, dominikanischer Schriftsteller
- 1973: Richard von Frankenberg, deutscher Automobilrennfahrer, Journalist und Autor

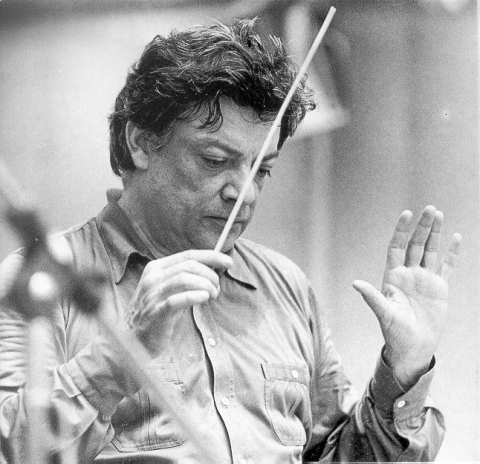
Bruno Maderna († 1973)

- 1973: Bruno Maderna, italienischer Komponist und Dirigent
- 1973: Elsa Schiaparelli, französische Modeschöpferin
- 1974: Vittorio De Sica, italienischer Schauspieler und Regisseur
- 1974: Karen Silkwood, US-amerikanische Gewerkschafterin und Umweltaktivistin
- 1980: Herbert Krebs, deutscher Forstmann und Jagdautor
- 1981: Wesley Hunt, US-amerikanischer Politiker
- 1981: Gerhard Marcks, deutscher Bildhauer und Grafiker
- 1981: Mestre Pastinha, brasilianischer Sportler
- 1984: Chester Himes, US-amerikanischer Schriftsteller
- 1985: Elmar Beierstettel, deutscher Fechter
- 1986: Fritz Viktor Arens, deutscher Kunsthistoriker und Denkmalpfleger
- 1986: Franco Cortese, italienischer Automobilrennfahrer
- 1986: Rudolf Schock, deutscher Tenor
- 1988: Antal Doráti, ungarisch-US-amerikanischer Dirigent und Komponist
- 1988: Jaromír Vejvoda, tschechischer Komponist
- 1989: Franz Josef II., Staatsoberhaupt und Fürst von Liechtenstein
- 1990: Nico Haak, niederländischer Schlagersänger und Entertainer
- 1991ː Thekla Schild, deutsche Architektin
- 1991: Walter Ulbrich, deutscher Fernseh- und Filmproduzent
- 1992: Alan Balsam, US-amerikanischer Filmeditor
- 1992: Karin Brandauer, österreichische Filmemacherin
- 1992: Franco Calabrese, italienischer Sänger (Bassbariton)
- 1992: Peter Herkenrath, deutscher Maler
- 1996: Eberhard Naujoks, deutscher Historiker und Hochschullehrer
- 1997: André Boucourechliev, französischer Komponist und Musikschriftsteller
- 1998: Anatols Imermanis, lettischer Dichter und Schriftsteller

### 21. Jahrhundert

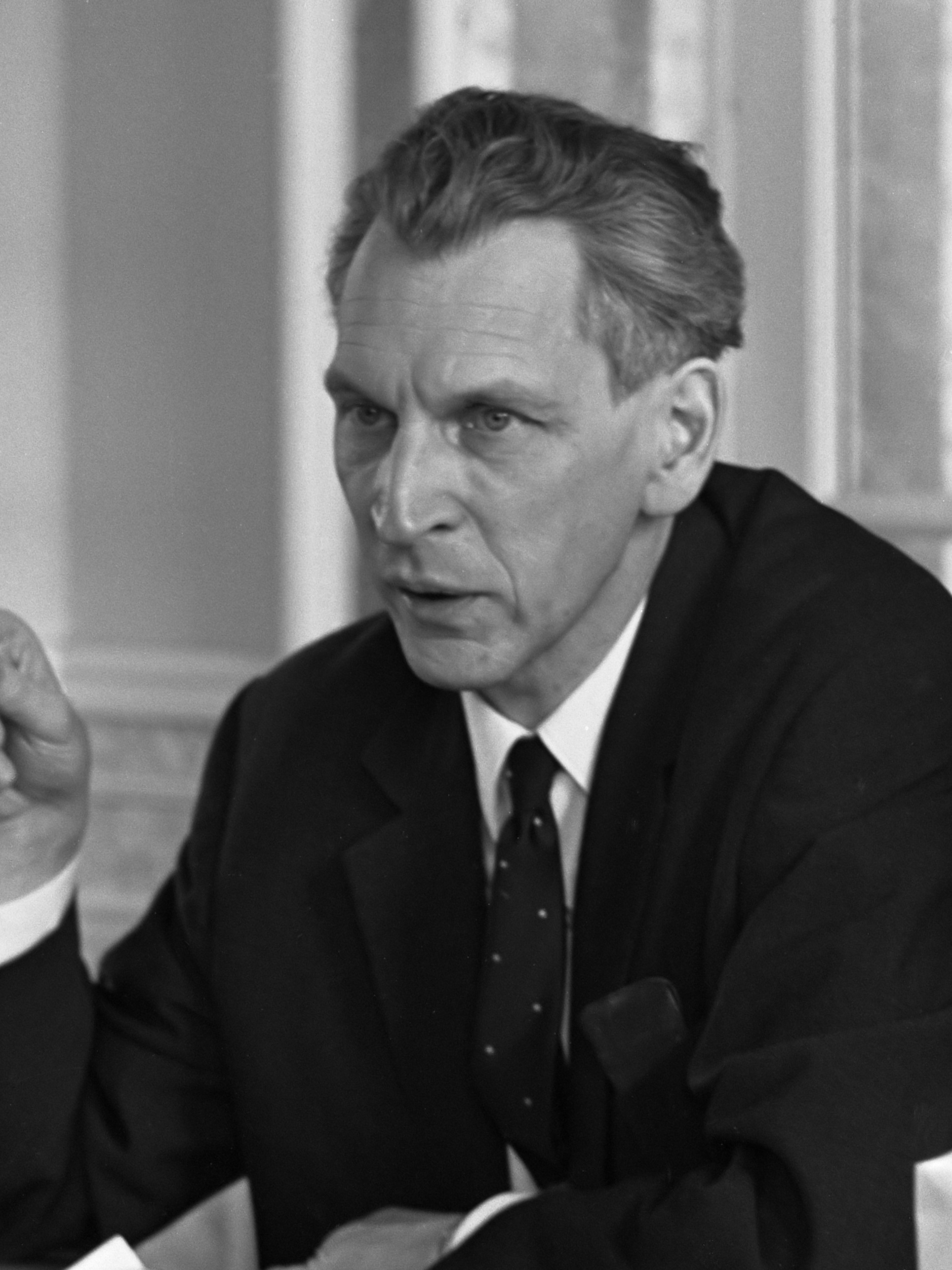
Marius Flothius († 2001)
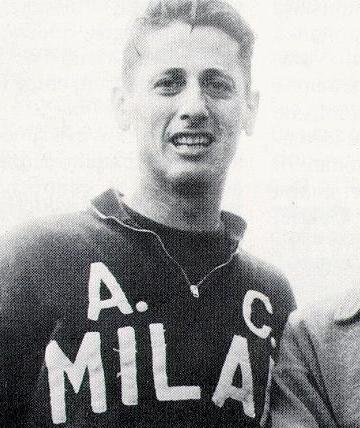
Juan Schiaffino († 2002)
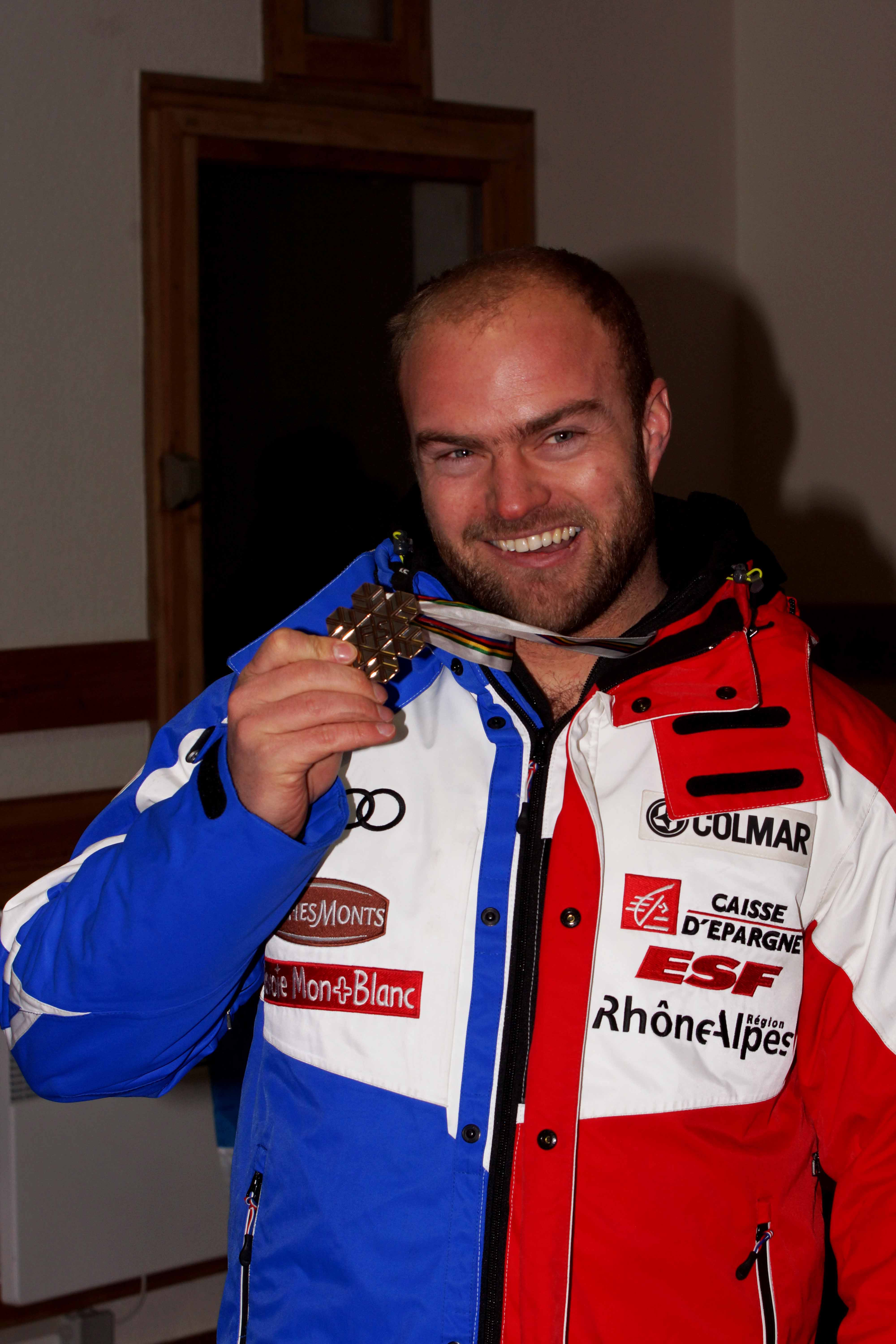
David Poisson († 2017)
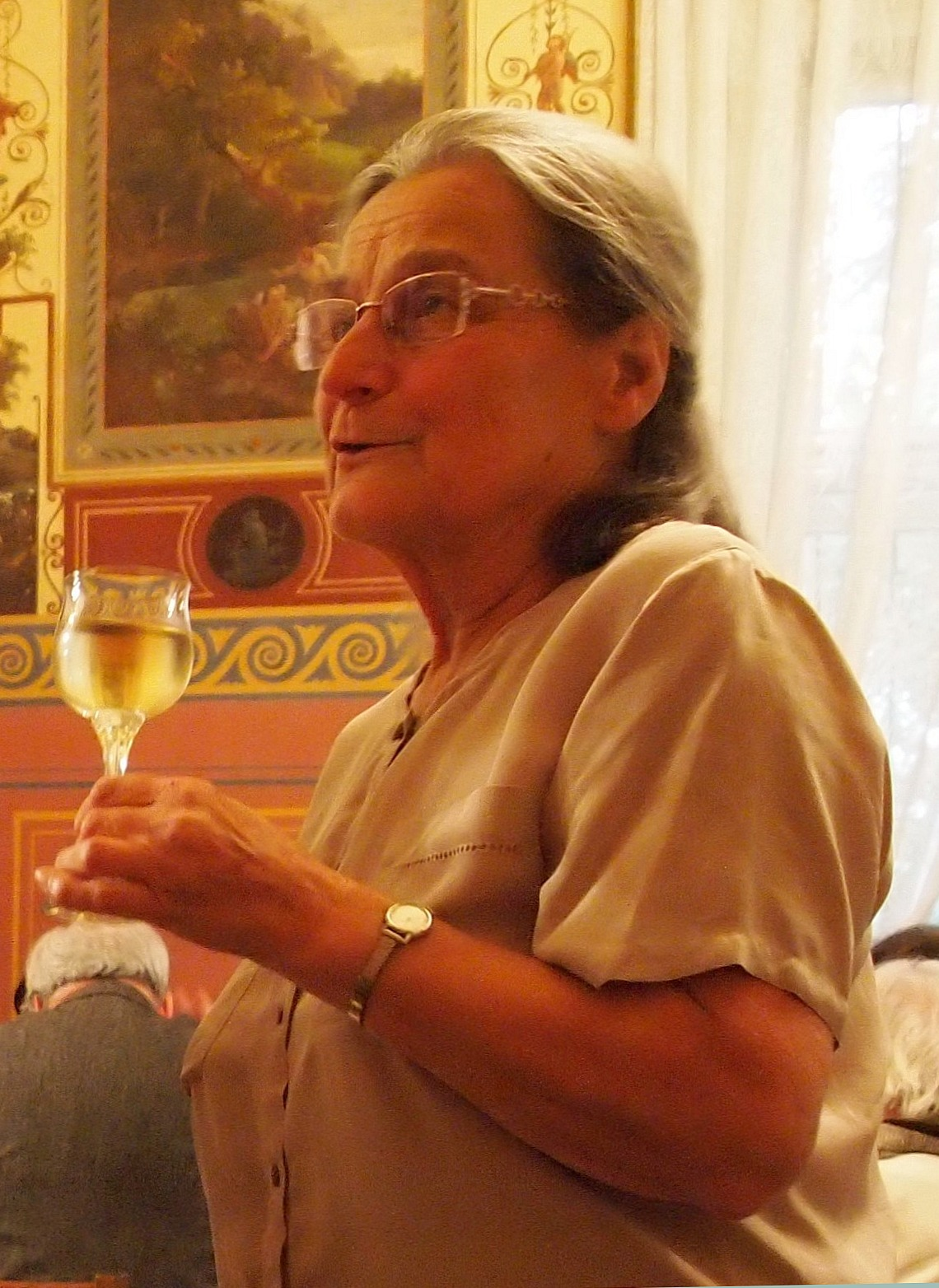
Zdeňka Hledíková († 2018)

- 2001: Marius Flothuis, niederländischer Komponist, Musikwissenschaftler und Musikkritiker
- 2002: Frederick Valentine Atkinson, britischer Mathematiker
- 2002: Roland Hanna, US-amerikanischer Jazzpianist
- 2002: Juan Schiaffino, uruguayischer Fußballspieler
- 2003: Friedrich Gondolatsch, deutscher Astronom
- 2003: Kellie Waymire, US-amerikanische Schauspielerin
- 2004: John Balance, britischer Musiker
- 2004: Domingo Cura, argentinischer Perkussionist
- 2004: Jörg Haustein, deutscher evangelischer Theologe
- 2004: Harry Lampert, US-amerikanischer Comiczeichner (The Flash)
- 2004: Ol’ Dirty Bastard, US-amerikanischer Rapper
- 2004: Carlo Rustichelli, italienischer Filmkomponist
- 2004: Richard Alan Simmons, US-amerikanischer Drehbuchautor und Fernsehproduzent
- 2005: Vine Deloria junior, US-amerikanischer Autor und indianischer Aktivist
- 2005: Eddie Guerrero, mexikanisch-US-amerikanischer Wrestler
- 2007: Roland de Bonneville, französischer Manager
- 2007: Michael D. Eschner, deutscher Autor
- 2007: Peter Zinner, österreichisch-amerikanischer Filmeditor
- 2009: Ueli Gegenschatz, Schweizer Extremsportler
- 2009: Bruce King, US-amerikanischer Politiker
- 2010: Luis García Berlanga, spanischer Filmregisseur
- 2011: Volker Rittberger, deutscher Politikwissenschaftler
- 2011: Rudolf Vierhaus, deutscher Historiker
- 2014: Armand V. Feigenbaum, US-amerikanischer Ökonom
- 2014: Alexander Grothendieck, französischer Mathematiker
- 2015: Fabian Stech, deutscher Kunstkritiker und Autor
- 2016: Enzo Maiorca, italienischer Apnoetaucher
- 2017: David Poisson, französischer Skirennläufer
- 2018: Zdeňka Hledíková, tschechische Historikerin, Mediävistin, Archivarin, Kodikologin und Paläographin
- 2018: Raymond Poulidor, französischer Radrennfahrer
- 2019: Ebbe Weiss-Weingart, deutsche Schmuckdesignerin
- 2020: Peter Sutcliffe, britischer Serienmörder, auch bekannt als „Yorkshire Ripper“
- 2021: Bill Reichart, US-amerikanischer Eishockeyspieler
- 2022: Brent Moss, US-amerikanischer American-Football-Spieler
- 2022: Bertus Sitters, niederländischer Schwimmer
- 2023: Maryanne Trump Barry, US-amerikanische Juristin

## Feier- und Gedenktage
- Kirchliche Gedenktage
  - Ludwig Harms, deutscher Pfarrer (evangelisch)
  - Hl. Brictius von Tours, römischer Bischof (römisch-katholisch)
  - Nikolaus I. Papst der Katholischen Kirche
- Namenstage
  - Livia, Wilhelm

Weitere Einträge enthält die Liste von Gedenk- und Aktionstagen.